# Lactobacil
Els lactobacils (Lactobacillus) són un grup de bacteris que pertanyen als bacteris làctics. Es caracteritzen per ser cocs o bacils grampositius, no formadors d'espores, catalasa negatius, normalment immòbils i ocasionalment tenen la capacitat de reduir el nitrat. Són neutròfils, és a dir, el seu interval de pH òptim de creixement és entre 5-8. Poden créixer entre 2 i 53 °C, però l'interval òptim de temperatura està comprès entre 30 i 40 °C. Són ubics, és a dir, es poden trobar en qualsevol ambient i alguns d'ells són: el tracte gastrointestinal (cavitat bucal, estómac i intestí), l'aparell genitourinari masculí, la microbiota vaginal, vegetals, productes carnis, productes lactis. Poden tenir un metabolisme homofermentatiu o heterofermentatiu tant estricte com facultatiu.
Industrialment són utilitzats com a cultius iniciadors per a la producció de diversos tipus de productes fermentats com ara el iogurt i com a probiòtics en aliments i suplements alimentaris.
Fins al març del 2020, el gènere Lactobacillus comprenia 262 espècies, però després de la seqüenciació completa del genoma de totes elles, un grup de científics de diversos països, treballant coordinadament, van proposar la reclassificació del gènere Lactobacillus i s'han establert 23 nous gèneres: Lactobacillus, Amylolactobacillus, Holzapfelia, Bombilactobacillus, Companilactobacillus, Lapidilactobacillus, Agrilactobacillus, Schleiferilactobacillus, Lacticaseibacillus, Latilactobacillus, Loigolactobacillus, Dellaglioa, Liquorilactobacillus, Ligilactobacillus, Lactiplantibacillus, Furfurilactobacillus, Paucilactobacillus, Limosilactobacillus, Secundilactobacillus, Levilactobacillus, Fructilactobacillus, Acetilactobacillus, Apilactobacillus i Lentilactobacillus.
Comparació entre la nomenclatura del gènere Lactobacillus establerta fins al 2020 i la nova proposta feta per Zheng et al. 2020:
| 1901-2020                                                                    | Zheng et al. 2020                       | Característiques |
| Lactobacillaceae                                                             | Lactobacillaceae                        | Característiques |
| Homofermentatius                                                             |                                         | Característiques |
| Lactobacillus                                                                | Lactobacillus                           | Característiques |
| Lactobacillus delbrueckii (Beijerinck 1901)                                  | Lactobacillus delbrueckii               | Bacils grampositius, termòfils, homofermentatius i no formadors d'espores. Poden fermentar gran diversitat de glúcids i tenen soques amb l'habilitat de fermentar fructans extracel·lulars, midó, glicogen o mannitol. S'adapten a l'hoste. P. ex. Lactobacillus melliventris està adaptat a les abelles. Gènere destacat de la microbiota intestinal i de la vaginal. Presents en la fermentació de productes lactis i de cereals. Utilitzats com a cultius iniciadors per a la fabricació de productes lactis fermentats. |
| Lactobacillus acetotolerans (Etani et al. 1986)                              | Lactobacillus acetotolerans             | Bacils grampositius, termòfils, homofermentatius i no formadors d'espores. Poden fermentar gran diversitat de glúcids i tenen soques amb l'habilitat de fermentar fructans extracel·lulars, midó, glicogen o mannitol. S'adapten a l'hoste. P. ex. Lactobacillus melliventris està adaptat a les abelles. Gènere destacat de la microbiota intestinal i de la vaginal. Presents en la fermentació de productes lactis i de cereals. Utilitzats com a cultius iniciadors per a la fabricació de productes lactis fermentats. |
| Lactobacillus acidophilus (Handsen and Mocquot 1970)                         | Lactobacillus acidophilus               | Bacils grampositius, termòfils, homofermentatius i no formadors d'espores. Poden fermentar gran diversitat de glúcids i tenen soques amb l'habilitat de fermentar fructans extracel·lulars, midó, glicogen o mannitol. S'adapten a l'hoste. P. ex. Lactobacillus melliventris està adaptat a les abelles. Gènere destacat de la microbiota intestinal i de la vaginal. Presents en la fermentació de productes lactis i de cereals. Utilitzats com a cultius iniciadors per a la fabricació de productes lactis fermentats. |
| Lactobacillus amylolyticus (Bohak et al. 1999)                               | Lactobacillus amylolyticus              | Bacils grampositius, termòfils, homofermentatius i no formadors d'espores. Poden fermentar gran diversitat de glúcids i tenen soques amb l'habilitat de fermentar fructans extracel·lulars, midó, glicogen o mannitol. S'adapten a l'hoste. P. ex. Lactobacillus melliventris està adaptat a les abelles. Gènere destacat de la microbiota intestinal i de la vaginal. Presents en la fermentació de productes lactis i de cereals. Utilitzats com a cultius iniciadors per a la fabricació de productes lactis fermentats. |
| Lactobacillus amylovorus (Nakamura 1981)                                     | Lactobacillus amylovorus                | Bacils grampositius, termòfils, homofermentatius i no formadors d'espores. Poden fermentar gran diversitat de glúcids i tenen soques amb l'habilitat de fermentar fructans extracel·lulars, midó, glicogen o mannitol. S'adapten a l'hoste. P. ex. Lactobacillus melliventris està adaptat a les abelles. Gènere destacat de la microbiota intestinal i de la vaginal. Presents en la fermentació de productes lactis i de cereals. Utilitzats com a cultius iniciadors per a la fabricació de productes lactis fermentats. |
| Lactobacillus apis (Killer et al. 2014)                                      | Lactobacillus apis                      | Bacils grampositius, termòfils, homofermentatius i no formadors d'espores. Poden fermentar gran diversitat de glúcids i tenen soques amb l'habilitat de fermentar fructans extracel·lulars, midó, glicogen o mannitol. S'adapten a l'hoste. P. ex. Lactobacillus melliventris està adaptat a les abelles. Gènere destacat de la microbiota intestinal i de la vaginal. Presents en la fermentació de productes lactis i de cereals. Utilitzats com a cultius iniciadors per a la fabricació de productes lactis fermentats. |
| Lactobacillus bombicola (Praet et al. 2015)                                  | Lactobacillus bombicola                 | Bacils grampositius, termòfils, homofermentatius i no formadors d'espores. Poden fermentar gran diversitat de glúcids i tenen soques amb l'habilitat de fermentar fructans extracel·lulars, midó, glicogen o mannitol. S'adapten a l'hoste. P. ex. Lactobacillus melliventris està adaptat a les abelles. Gènere destacat de la microbiota intestinal i de la vaginal. Presents en la fermentació de productes lactis i de cereals. Utilitzats com a cultius iniciadors per a la fabricació de productes lactis fermentats. |
| Lactobacillus colini (Zhang et al. 2017)                                     | Lactobacillus colini                    | Bacils grampositius, termòfils, homofermentatius i no formadors d'espores. Poden fermentar gran diversitat de glúcids i tenen soques amb l'habilitat de fermentar fructans extracel·lulars, midó, glicogen o mannitol. S'adapten a l'hoste. P. ex. Lactobacillus melliventris està adaptat a les abelles. Gènere destacat de la microbiota intestinal i de la vaginal. Presents en la fermentació de productes lactis i de cereals. Utilitzats com a cultius iniciadors per a la fabricació de productes lactis fermentats. |
| Lactobacillus crispatus (Moore and Holdeman 1970)                            | Lactobacillus crispatus                 | Bacils grampositius, termòfils, homofermentatius i no formadors d'espores. Poden fermentar gran diversitat de glúcids i tenen soques amb l'habilitat de fermentar fructans extracel·lulars, midó, glicogen o mannitol. S'adapten a l'hoste. P. ex. Lactobacillus melliventris està adaptat a les abelles. Gènere destacat de la microbiota intestinal i de la vaginal. Presents en la fermentació de productes lactis i de cereals. Utilitzats com a cultius iniciadors per a la fabricació de productes lactis fermentats. |
| Lactobacillus equicursoris (Morita et al. 2010)                              | Lactobacillus equicursoris              | Bacils grampositius, termòfils, homofermentatius i no formadors d'espores. Poden fermentar gran diversitat de glúcids i tenen soques amb l'habilitat de fermentar fructans extracel·lulars, midó, glicogen o mannitol. S'adapten a l'hoste. P. ex. Lactobacillus melliventris està adaptat a les abelles. Gènere destacat de la microbiota intestinal i de la vaginal. Presents en la fermentació de productes lactis i de cereals. Utilitzats com a cultius iniciadors per a la fabricació de productes lactis fermentats. |
| Lactobacillus fornicalis (Dicks et al. 2000)                                 | Lactobacillus fornicalis                | Bacils grampositius, termòfils, homofermentatius i no formadors d'espores. Poden fermentar gran diversitat de glúcids i tenen soques amb l'habilitat de fermentar fructans extracel·lulars, midó, glicogen o mannitol. S'adapten a l'hoste. P. ex. Lactobacillus melliventris està adaptat a les abelles. Gènere destacat de la microbiota intestinal i de la vaginal. Presents en la fermentació de productes lactis i de cereals. Utilitzats com a cultius iniciadors per a la fabricació de productes lactis fermentats. |
| Lactobacillus gallinarum (Fujisawa et al. 1992)                              | Lactobacillus gallinarum                | Bacils grampositius, termòfils, homofermentatius i no formadors d'espores. Poden fermentar gran diversitat de glúcids i tenen soques amb l'habilitat de fermentar fructans extracel·lulars, midó, glicogen o mannitol. S'adapten a l'hoste. P. ex. Lactobacillus melliventris està adaptat a les abelles. Gènere destacat de la microbiota intestinal i de la vaginal. Presents en la fermentació de productes lactis i de cereals. Utilitzats com a cultius iniciadors per a la fabricació de productes lactis fermentats. |
| Lactobacillus gasseri (Lauer and Kandler 1980)                               | Lactobacillus gasseri                   | Bacils grampositius, termòfils, homofermentatius i no formadors d'espores. Poden fermentar gran diversitat de glúcids i tenen soques amb l'habilitat de fermentar fructans extracel·lulars, midó, glicogen o mannitol. S'adapten a l'hoste. P. ex. Lactobacillus melliventris està adaptat a les abelles. Gènere destacat de la microbiota intestinal i de la vaginal. Presents en la fermentació de productes lactis i de cereals. Utilitzats com a cultius iniciadors per a la fabricació de productes lactis fermentats. |
| Lactobacillus gigeriorum (Cousin et al. 2012)                                | Lactobacillus gigeriorum                | Bacils grampositius, termòfils, homofermentatius i no formadors d'espores. Poden fermentar gran diversitat de glúcids i tenen soques amb l'habilitat de fermentar fructans extracel·lulars, midó, glicogen o mannitol. S'adapten a l'hoste. P. ex. Lactobacillus melliventris està adaptat a les abelles. Gènere destacat de la microbiota intestinal i de la vaginal. Presents en la fermentació de productes lactis i de cereals. Utilitzats com a cultius iniciadors per a la fabricació de productes lactis fermentats. |
| Lactobacillus hamsteri                                                       | Lactobacillus hamsteri                  | Bacils grampositius, termòfils, homofermentatius i no formadors d'espores. Poden fermentar gran diversitat de glúcids i tenen soques amb l'habilitat de fermentar fructans extracel·lulars, midó, glicogen o mannitol. S'adapten a l'hoste. P. ex. Lactobacillus melliventris està adaptat a les abelles. Gènere destacat de la microbiota intestinal i de la vaginal. Presents en la fermentació de productes lactis i de cereals. Utilitzats com a cultius iniciadors per a la fabricació de productes lactis fermentats. |
| Lactobacillus helsingborgensis (Olofsson et al. 2014)                        | Lactobacillus helsingborgensis          | Bacils grampositius, termòfils, homofermentatius i no formadors d'espores. Poden fermentar gran diversitat de glúcids i tenen soques amb l'habilitat de fermentar fructans extracel·lulars, midó, glicogen o mannitol. S'adapten a l'hoste. P. ex. Lactobacillus melliventris està adaptat a les abelles. Gènere destacat de la microbiota intestinal i de la vaginal. Presents en la fermentació de productes lactis i de cereals. Utilitzats com a cultius iniciadors per a la fabricació de productes lactis fermentats. |
| Lactobacillus helveticus (Bergey et al. 1925)                                | Lactobacillus helveticus                | Bacils grampositius, termòfils, homofermentatius i no formadors d'espores. Poden fermentar gran diversitat de glúcids i tenen soques amb l'habilitat de fermentar fructans extracel·lulars, midó, glicogen o mannitol. S'adapten a l'hoste. P. ex. Lactobacillus melliventris està adaptat a les abelles. Gènere destacat de la microbiota intestinal i de la vaginal. Presents en la fermentació de productes lactis i de cereals. Utilitzats com a cultius iniciadors per a la fabricació de productes lactis fermentats. |
| Lactobacillus hominis (Cousin et al. 2013)                                   | Lactobacillus hominis                   | Bacils grampositius, termòfils, homofermentatius i no formadors d'espores. Poden fermentar gran diversitat de glúcids i tenen soques amb l'habilitat de fermentar fructans extracel·lulars, midó, glicogen o mannitol. S'adapten a l'hoste. P. ex. Lactobacillus melliventris està adaptat a les abelles. Gènere destacat de la microbiota intestinal i de la vaginal. Presents en la fermentació de productes lactis i de cereals. Utilitzats com a cultius iniciadors per a la fabricació de productes lactis fermentats. |
| Lactobacillus iners (Falsen et al. 1999)                                     | Lactobacillus iners                     | Bacils grampositius, termòfils, homofermentatius i no formadors d'espores. Poden fermentar gran diversitat de glúcids i tenen soques amb l'habilitat de fermentar fructans extracel·lulars, midó, glicogen o mannitol. S'adapten a l'hoste. P. ex. Lactobacillus melliventris està adaptat a les abelles. Gènere destacat de la microbiota intestinal i de la vaginal. Presents en la fermentació de productes lactis i de cereals. Utilitzats com a cultius iniciadors per a la fabricació de productes lactis fermentats. |
| Lactobacillus intestinalis (Fujisawa et al. 1990)                            | Lactobacillus intestinalis              | Bacils grampositius, termòfils, homofermentatius i no formadors d'espores. Poden fermentar gran diversitat de glúcids i tenen soques amb l'habilitat de fermentar fructans extracel·lulars, midó, glicogen o mannitol. S'adapten a l'hoste. P. ex. Lactobacillus melliventris està adaptat a les abelles. Gènere destacat de la microbiota intestinal i de la vaginal. Presents en la fermentació de productes lactis i de cereals. Utilitzats com a cultius iniciadors per a la fabricació de productes lactis fermentats. |
| Lactobacillus jensenii (Gasser et al. 1970)                                  | Lactobacillus jensenii                  | Bacils grampositius, termòfils, homofermentatius i no formadors d'espores. Poden fermentar gran diversitat de glúcids i tenen soques amb l'habilitat de fermentar fructans extracel·lulars, midó, glicogen o mannitol. S'adapten a l'hoste. P. ex. Lactobacillus melliventris està adaptat a les abelles. Gènere destacat de la microbiota intestinal i de la vaginal. Presents en la fermentació de productes lactis i de cereals. Utilitzats com a cultius iniciadors per a la fabricació de productes lactis fermentats. |
| Lactobacillus johnsonii (Fujisawa et al. 1992)                               | Lactobacillus johnsonii                 | Bacils grampositius, termòfils, homofermentatius i no formadors d'espores. Poden fermentar gran diversitat de glúcids i tenen soques amb l'habilitat de fermentar fructans extracel·lulars, midó, glicogen o mannitol. S'adapten a l'hoste. P. ex. Lactobacillus melliventris està adaptat a les abelles. Gènere destacat de la microbiota intestinal i de la vaginal. Presents en la fermentació de productes lactis i de cereals. Utilitzats com a cultius iniciadors per a la fabricació de productes lactis fermentats. |
| Lactobacillus kalixensis (Roos et al. 2005)                                  | Lactobacillus kalixensis                | Bacils grampositius, termòfils, homofermentatius i no formadors d'espores. Poden fermentar gran diversitat de glúcids i tenen soques amb l'habilitat de fermentar fructans extracel·lulars, midó, glicogen o mannitol. S'adapten a l'hoste. P. ex. Lactobacillus melliventris està adaptat a les abelles. Gènere destacat de la microbiota intestinal i de la vaginal. Presents en la fermentació de productes lactis i de cereals. Utilitzats com a cultius iniciadors per a la fabricació de productes lactis fermentats. |
| Lactobacillus kefiranofaciens (Fujisawa et al. 1988)                         | Lactobacillus kefiranofaciens           | Bacils grampositius, termòfils, homofermentatius i no formadors d'espores. Poden fermentar gran diversitat de glúcids i tenen soques amb l'habilitat de fermentar fructans extracel·lulars, midó, glicogen o mannitol. S'adapten a l'hoste. P. ex. Lactobacillus melliventris està adaptat a les abelles. Gènere destacat de la microbiota intestinal i de la vaginal. Presents en la fermentació de productes lactis i de cereals. Utilitzats com a cultius iniciadors per a la fabricació de productes lactis fermentats. |
| Lactobacillus kimbladii (Olofsson et al. 2014)                               | Lactobacillus kimbladii                 | Bacils grampositius, termòfils, homofermentatius i no formadors d'espores. Poden fermentar gran diversitat de glúcids i tenen soques amb l'habilitat de fermentar fructans extracel·lulars, midó, glicogen o mannitol. S'adapten a l'hoste. P. ex. Lactobacillus melliventris està adaptat a les abelles. Gènere destacat de la microbiota intestinal i de la vaginal. Presents en la fermentació de productes lactis i de cereals. Utilitzats com a cultius iniciadors per a la fabricació de productes lactis fermentats. |
| Lactobacillus kitasatonis (Mukai et al. 2003)                                | Lactobacillus kitasatonis               | Bacils grampositius, termòfils, homofermentatius i no formadors d'espores. Poden fermentar gran diversitat de glúcids i tenen soques amb l'habilitat de fermentar fructans extracel·lulars, midó, glicogen o mannitol. S'adapten a l'hoste. P. ex. Lactobacillus melliventris està adaptat a les abelles. Gènere destacat de la microbiota intestinal i de la vaginal. Presents en la fermentació de productes lactis i de cereals. Utilitzats com a cultius iniciadors per a la fabricació de productes lactis fermentats. |
| Lactobacillus kullabergensis (Olofsson et al. 2014)                          | Lactobacillus kullabergensis            | Bacils grampositius, termòfils, homofermentatius i no formadors d'espores. Poden fermentar gran diversitat de glúcids i tenen soques amb l'habilitat de fermentar fructans extracel·lulars, midó, glicogen o mannitol. S'adapten a l'hoste. P. ex. Lactobacillus melliventris està adaptat a les abelles. Gènere destacat de la microbiota intestinal i de la vaginal. Presents en la fermentació de productes lactis i de cereals. Utilitzats com a cultius iniciadors per a la fabricació de productes lactis fermentats. |
| Lactobacillus melliventris (Olofsson et al. 2014)                            | Lactobacillus melliventris              | Bacils grampositius, termòfils, homofermentatius i no formadors d'espores. Poden fermentar gran diversitat de glúcids i tenen soques amb l'habilitat de fermentar fructans extracel·lulars, midó, glicogen o mannitol. S'adapten a l'hoste. P. ex. Lactobacillus melliventris està adaptat a les abelles. Gènere destacat de la microbiota intestinal i de la vaginal. Presents en la fermentació de productes lactis i de cereals. Utilitzats com a cultius iniciadors per a la fabricació de productes lactis fermentats. |
| Lactobacillus mulieris (Rocha et al. 2020)                                   | Lactobacillus mulieris                  | Bacils grampositius, termòfils, homofermentatius i no formadors d'espores. Poden fermentar gran diversitat de glúcids i tenen soques amb l'habilitat de fermentar fructans extracel·lulars, midó, glicogen o mannitol. S'adapten a l'hoste. P. ex. Lactobacillus melliventris està adaptat a les abelles. Gènere destacat de la microbiota intestinal i de la vaginal. Presents en la fermentació de productes lactis i de cereals. Utilitzats com a cultius iniciadors per a la fabricació de productes lactis fermentats. |
| Lactobacillus panisapium (Wang et al. 2018)                                  | Lactobacillus panisapium                | Bacils grampositius, termòfils, homofermentatius i no formadors d'espores. Poden fermentar gran diversitat de glúcids i tenen soques amb l'habilitat de fermentar fructans extracel·lulars, midó, glicogen o mannitol. S'adapten a l'hoste. P. ex. Lactobacillus melliventris està adaptat a les abelles. Gènere destacat de la microbiota intestinal i de la vaginal. Presents en la fermentació de productes lactis i de cereals. Utilitzats com a cultius iniciadors per a la fabricació de productes lactis fermentats. |
| Lactobacillus paragasseri (Tanizawa et al. 2018)                             | Lactobacillus paragasseri               | Bacils grampositius, termòfils, homofermentatius i no formadors d'espores. Poden fermentar gran diversitat de glúcids i tenen soques amb l'habilitat de fermentar fructans extracel·lulars, midó, glicogen o mannitol. S'adapten a l'hoste. P. ex. Lactobacillus melliventris està adaptat a les abelles. Gènere destacat de la microbiota intestinal i de la vaginal. Presents en la fermentació de productes lactis i de cereals. Utilitzats com a cultius iniciadors per a la fabricació de productes lactis fermentats. |
| Lactobacillus pasteurii (Cousin et al. 2013)                                 | Lactobacillus pasteurii                 | Bacils grampositius, termòfils, homofermentatius i no formadors d'espores. Poden fermentar gran diversitat de glúcids i tenen soques amb l'habilitat de fermentar fructans extracel·lulars, midó, glicogen o mannitol. S'adapten a l'hoste. P. ex. Lactobacillus melliventris està adaptat a les abelles. Gènere destacat de la microbiota intestinal i de la vaginal. Presents en la fermentació de productes lactis i de cereals. Utilitzats com a cultius iniciadors per a la fabricació de productes lactis fermentats. |
| Lactobacillus porci (Kim et al. 2018)                                        | Lactobacillus porci                     | Bacils grampositius, termòfils, homofermentatius i no formadors d'espores. Poden fermentar gran diversitat de glúcids i tenen soques amb l'habilitat de fermentar fructans extracel·lulars, midó, glicogen o mannitol. S'adapten a l'hoste. P. ex. Lactobacillus melliventris està adaptat a les abelles. Gènere destacat de la microbiota intestinal i de la vaginal. Presents en la fermentació de productes lactis i de cereals. Utilitzats com a cultius iniciadors per a la fabricació de productes lactis fermentats. |
| Lactobacillus psittaci (Lawson et al. 2001)                                  | Lactobacillus psittaci                  | Bacils grampositius, termòfils, homofermentatius i no formadors d'espores. Poden fermentar gran diversitat de glúcids i tenen soques amb l'habilitat de fermentar fructans extracel·lulars, midó, glicogen o mannitol. S'adapten a l'hoste. P. ex. Lactobacillus melliventris està adaptat a les abelles. Gènere destacat de la microbiota intestinal i de la vaginal. Presents en la fermentació de productes lactis i de cereals. Utilitzats com a cultius iniciadors per a la fabricació de productes lactis fermentats. |
| Lactobacillus rodentium (Killer et al. 2014)                                 | Lactobacillus rodentium                 | Bacils grampositius, termòfils, homofermentatius i no formadors d'espores. Poden fermentar gran diversitat de glúcids i tenen soques amb l'habilitat de fermentar fructans extracel·lulars, midó, glicogen o mannitol. S'adapten a l'hoste. P. ex. Lactobacillus melliventris està adaptat a les abelles. Gènere destacat de la microbiota intestinal i de la vaginal. Presents en la fermentació de productes lactis i de cereals. Utilitzats com a cultius iniciadors per a la fabricació de productes lactis fermentats. |
| Lactobacillus taiwanensis (Wang et al. 2009)                                 | Lactobacillus taiwanensis               | Bacils grampositius, termòfils, homofermentatius i no formadors d'espores. Poden fermentar gran diversitat de glúcids i tenen soques amb l'habilitat de fermentar fructans extracel·lulars, midó, glicogen o mannitol. S'adapten a l'hoste. P. ex. Lactobacillus melliventris està adaptat a les abelles. Gènere destacat de la microbiota intestinal i de la vaginal. Presents en la fermentació de productes lactis i de cereals. Utilitzats com a cultius iniciadors per a la fabricació de productes lactis fermentats. |
| Lactobacillus ultunensis (Roos et al. 2005)                                  | Lactobacillus ultunensis                | Bacils grampositius, termòfils, homofermentatius i no formadors d'espores. Poden fermentar gran diversitat de glúcids i tenen soques amb l'habilitat de fermentar fructans extracel·lulars, midó, glicogen o mannitol. S'adapten a l'hoste. P. ex. Lactobacillus melliventris està adaptat a les abelles. Gènere destacat de la microbiota intestinal i de la vaginal. Presents en la fermentació de productes lactis i de cereals. Utilitzats com a cultius iniciadors per a la fabricació de productes lactis fermentats. |
| Lactobacillus xujianguonis (Meng et al. 2020)                                | Lactobacillus xujianguonis              | Bacils grampositius, termòfils, homofermentatius i no formadors d'espores. Poden fermentar gran diversitat de glúcids i tenen soques amb l'habilitat de fermentar fructans extracel·lulars, midó, glicogen o mannitol. S'adapten a l'hoste. P. ex. Lactobacillus melliventris està adaptat a les abelles. Gènere destacat de la microbiota intestinal i de la vaginal. Presents en la fermentació de productes lactis i de cereals. Utilitzats com a cultius iniciadors per a la fabricació de productes lactis fermentats. |
|                                                                              | Amylolactobacillus                      | |
| Lactobacillus amylophilus (Nakamura and Crowell 1981)                        | Amylolactobacillus amylophilus          | Bacils grampositius immòbils, catalasa negatius, oxidasa negatius i no formadors d'espores. Homofermentatius i tenen activitat enzimàtica amilolítica extracel·lular. |
| Lactobacillus amylotrophicus (Naser et al. 2006)                             | Amylolactobacillus amylotrophicus       | Bacils grampositius immòbils, catalasa negatius, oxidasa negatius i no formadors d'espores. Homofermentatius i tenen activitat enzimàtica amilolítica extracel·lular. |
|                                                                              | Holzapfelia                             | |
| Lactobacillus floricola (Kawasaki et al. 2011)                               | Holzapfelia floricola                   | Bacils grampositius, catalasa negatius, homofermentatius i aerotolerants. Fermenten únicament la glucosa i la fructosa. |
|                                                                              | Bombilatobacillus                       | |
| Lactobacillus mellifer (Olofsson et al. 2014)                                | Bombilactobacillus mellifer             | Bacils grampositius, homofermentatius i termòfils. El B. mellifer fermenta algunes hexoses, sacarosa i rafinosa. El B. bombi fermenta una gran diversitat de glúcids. |
| Lactobacillus bombi (Killer et al. 2014)                                     | Bombilactobacillus bombi                | Bacils grampositius, homofermentatius i termòfils. El B. mellifer fermenta algunes hexoses, sacarosa i rafinosa. El B. bombi fermenta una gran diversitat de glúcids. |
| Lactobacillus mellis (Olofsson et al. 2014)                                  | Bombilactobacillus mellis               | Bacils grampositius, homofermentatius i termòfils. El B. mellifer fermenta algunes hexoses, sacarosa i rafinosa. El B. bombi fermenta una gran diversitat de glúcids. |
|                                                                              | Companilactobacillus                    | |
| Lactobacillus alimentarius (Reuter 1983)                                     | Companilactobacillus alimentarius       | Bacils grampositius, homofermentatius, no formadors d'espores. Creixen entre els 25-30 °C, algunes soques poden créixer a 45 °C i algunes a 15 °C. |
| Lactobacillus allii (Jung et al. 2017)                                       | Companilactobacillus allii              | Bacils grampositius, homofermentatius, no formadors d'espores. Creixen entre els 25-30 °C, algunes soques poden créixer a 45 °C i algunes a 15 °C. |
| Lactobacillus baiquanensis (Wei and Gu 2019)                                 | Companilactobacillus baiquanensis       | Bacils grampositius, homofermentatius, no formadors d'espores. Creixen entre els 25-30 °C, algunes soques poden créixer a 45 °C i algunes a 15 °C. |
| Lactobacillus bobalius (Mañes‐Lázaro et al. 2008)                            | Companilactobacillus bobalius           | Bacils grampositius, homofermentatius, no formadors d'espores. Creixen entre els 25-30 °C, algunes soques poden créixer a 45 °C i algunes a 15 °C. |
| Lactobacillus crustorum (Scheirlinck et al. 2007)                            | Companilactobacillus crustorum          | Bacils grampositius, homofermentatius, no formadors d'espores. Creixen entre els 25-30 °C, algunes soques poden créixer a 45 °C i algunes a 15 °C. |
| Lactobacillus farciminis (Reuter 1983)                                       | Companilactobacillus farciminis         | Bacils grampositius, homofermentatius, no formadors d'espores. Creixen entre els 25-30 °C, algunes soques poden créixer a 45 °C i algunes a 15 °C. |
| Lactobacillus formosensis (Chang et al. 2015)                                | Companilactobacillus formosensis        | Bacils grampositius, homofermentatius, no formadors d'espores. Creixen entre els 25-30 °C, algunes soques poden créixer a 45 °C i algunes a 15 °C. |
| Lactobacillus furfuricola (Irisawa et al. 2014)                              | Companilactobacillus furfuricola        | Bacils grampositius, homofermentatius, no formadors d'espores. Creixen entre els 25-30 °C, algunes soques poden créixer a 45 °C i algunes a 15 °C. |
| Lactobacillus futsaii (Chao et al. 2012)                                     | Companilactobacillus futsaii            | Bacils grampositius, homofermentatius, no formadors d'espores. Creixen entre els 25-30 °C, algunes soques poden créixer a 45 °C i algunes a 15 °C. |
| Lactobacillus ginsenosidimutans (Jung et al. 2013)                           | Companilactobacillus ginsenosidimutans  | Bacils grampositius, homofermentatius, no formadors d'espores. Creixen entre els 25-30 °C, algunes soques poden créixer a 45 °C i algunes a 15 °C. |
| Lactobacillus halodurans (Schuster et al. 2019)                              | Companilactobacillus halodurans         | Bacils grampositius, homofermentatius, no formadors d'espores. Creixen entre els 25-30 °C, algunes soques poden créixer a 45 °C i algunes a 15 °C. |
| Lactobacillus heilongjiangensis (Gu et al. 2013)                             | Companilactobacillus heilongjiangensis  | Bacils grampositius, homofermentatius, no formadors d'espores. Creixen entre els 25-30 °C, algunes soques poden créixer a 45 °C i algunes a 15 °C. |
| Lactobacillus huachuanensis (Fu and Gu 2019)                                 | Companilactobacillus huachuanensis      | Bacils grampositius, homofermentatius, no formadors d'espores. Creixen entre els 25-30 °C, algunes soques poden créixer a 45 °C i algunes a 15 °C. |
| Lactobacillus hulinensis (Wei and Gu)                                        | Companilactobacillus hulinensis         | Bacils grampositius, homofermentatius, no formadors d'espores. Creixen entre els 25-30 °C, algunes soques poden créixer a 45 °C i algunes a 15 °C. |
| Lactobacillus insicii (Ehrmann et al. 2016)                                  | Companilactobacillus insicii            | Bacils grampositius, homofermentatius, no formadors d'espores. Creixen entre els 25-30 °C, algunes soques poden créixer a 45 °C i algunes a 15 °C. |
| Lactobacillus jidongensis (Wei and Gu 2019)                                  | Companilactobacillus jidongensis        | Bacils grampositius, homofermentatius, no formadors d'espores. Creixen entre els 25-30 °C, algunes soques poden créixer a 45 °C i algunes a 15 °C. |
| Lactobacillus kedongensis (Wei and Gu 2019)                                  | Companilactobacillus kedongensis        | Bacils grampositius, homofermentatius, no formadors d'espores. Creixen entre els 25-30 °C, algunes soques poden créixer a 45 °C i algunes a 15 °C. |
| Lactobacillus keshanensis (Wei and Gu 2019)                                  | Companilactobacillus keshanensis        | Bacils grampositius, homofermentatius, no formadors d'espores. Creixen entre els 25-30 °C, algunes soques poden créixer a 45 °C i algunes a 15 °C. |
| Lactobacillus kimchiensis (Kim et al. 2013)                                  | Companilactobacillus kimchiensis        | Bacils grampositius, homofermentatius, no formadors d'espores. Creixen entre els 25-30 °C, algunes soques poden créixer a 45 °C i algunes a 15 °C. |
| Lactobacillus kimchii (Yoon et al. 2000)                                     | Companilactobacillus kimchii            | Bacils grampositius, homofermentatius, no formadors d'espores. Creixen entre els 25-30 °C, algunes soques poden créixer a 45 °C i algunes a 15 °C. |
| Lactobacillus metriopterae (Chiba et al. 2018)                               | Companilactobacillus metriopterae       | Bacils grampositius, homofermentatius, no formadors d'espores. Creixen entre els 25-30 °C, algunes soques poden créixer a 45 °C i algunes a 15 °C. |
| Lactobacillus mindensis (Ehrmann et al. 2003)                                | Companilactobacillus mindensis          | Bacils grampositius, homofermentatius, no formadors d'espores. Creixen entre els 25-30 °C, algunes soques poden créixer a 45 °C i algunes a 15 °C. |
| Lactobacillus mishanensis (Wei and Gu 2019)                                  | Companilactobacillus mishanensis        | Bacils grampositius, homofermentatius, no formadors d'espores. Creixen entre els 25-30 °C, algunes soques poden créixer a 45 °C i algunes a 15 °C. |
| Lactobacillus musae (Chen et al. 2017)                                       | Companilactobacillus musae              | Bacils grampositius, homofermentatius, no formadors d'espores. Creixen entre els 25-30 °C, algunes soques poden créixer a 45 °C i algunes a 15 °C. |
| Lactobacillus nantensis (Valcheva et al. 2006)                               | Companilactobacillus nantensis          | Bacils grampositius, homofermentatius, no formadors d'espores. Creixen entre els 25-30 °C, algunes soques poden créixer a 45 °C i algunes a 15 °C. |
| Lactobacillus nodensis (Kashiwagi et al. 2009)                               | Companilactobacillus nodensis           | Bacils grampositius, homofermentatius, no formadors d'espores. Creixen entre els 25-30 °C, algunes soques poden créixer a 45 °C i algunes a 15 °C. |
| Lactobacillus nuruki (Heo et al. 2018)                                       | Companilactobacillus nuruki             | Bacils grampositius, homofermentatius, no formadors d'espores. Creixen entre els 25-30 °C, algunes soques poden créixer a 45 °C i algunes a 15 °C. |
| Lactobacillus paralimentarius (Cai et al. 1999)                              | Companilactobacillus paralimentarius    | Bacils grampositius, homofermentatius, no formadors d'espores. Creixen entre els 25-30 °C, algunes soques poden créixer a 45 °C i algunes a 15 °C. |
| Lactobacillus salsicarnum (Schuster et al. 2019)                             | Companilactobacillus salsicarnum        | Bacils grampositius, homofermentatius, no formadors d'espores. Creixen entre els 25-30 °C, algunes soques poden créixer a 45 °C i algunes a 15 °C. |
| Lactobacillus suantsaicola (Lin et al. 2019)                                 | Companilactobacillus suantsaicola       | Bacils grampositius, homofermentatius, no formadors d'espores. Creixen entre els 25-30 °C, algunes soques poden créixer a 45 °C i algunes a 15 °C. |
| Lactobacillus tucceti (Chenoll et al. 2009)                                  | Companilactobacillus tucceti            | Bacils grampositius, homofermentatius, no formadors d'espores. Creixen entre els 25-30 °C, algunes soques poden créixer a 45 °C i algunes a 15 °C. |
| Lactobacillus versmoldensis (Kröckel et al. 2003)                            | Companilactobacillus versmoldensis      | Bacils grampositius, homofermentatius, no formadors d'espores. Creixen entre els 25-30 °C, algunes soques poden créixer a 45 °C i algunes a 15 °C. |
| Lactobacillus zhachilii (Zhang et al. 2019)                                  | Companilactobacillus zhachilii          | Bacils grampositius, homofermentatius, no formadors d'espores. Creixen entre els 25-30 °C, algunes soques poden créixer a 45 °C i algunes a 15 °C. |
| Lactobacillus zhongbaensis (Wei and Gu 2019)                                 | Companilactobacillus zhongbaensis       | Bacils grampositius, homofermentatius, no formadors d'espores. Creixen entre els 25-30 °C, algunes soques poden créixer a 45 °C i algunes a 15 °C. |
|                                                                              | Lapidilactobacillus                     | |
| Lactobacillus concavus (Tong and Dong 2005)                                  | Lapidilactobacillus concavus            | Bacils o cocs grampositius immòbils, homofermentatius, no formadors d'espores, catalasa negatius i anaerobis facultatius. L'interval de pH òptim de creixement i per fer ús de la pentosa depèn de la soca, normalment entre 6 i 7. L'interval de temperatura òptim de creixement és entre els 30 i els 37 °C. El producte principal de la fermentació és l'àcid L-làctic. |
| Lactobacillus bayanensis (Wei and Gu 2019)                                   | Lapidilactobacillus bayanensis          | Bacils o cocs grampositius immòbils, homofermentatius, no formadors d'espores, catalasa negatius i anaerobis facultatius. L'interval de pH òptim de creixement i per fer ús de la pentosa depèn de la soca, normalment entre 6 i 7. L'interval de temperatura òptim de creixement és entre els 30 i els 37 °C. El producte principal de la fermentació és l'àcid L-làctic. |
| Lactobacillus dextrinicus (Haakensen et al. 2009)                            | Lapidilactobacillus dextrinicus         | Bacils o cocs grampositius immòbils, homofermentatius, no formadors d'espores, catalasa negatius i anaerobis facultatius. L'interval de pH òptim de creixement i per fer ús de la pentosa depèn de la soca, normalment entre 6 i 7. L'interval de temperatura òptim de creixement és entre els 30 i els 37 °C. El producte principal de la fermentació és l'àcid L-làctic. |
|                                                                              | Agrilactobacillus                       | |
| Lactobacillus composti (Endo and Okada 2007)                                 | Agrilactobacillus composti              | Bacils grampositius, catalasa negatius, homofermentatius i aerotolerants. |
| Lactobacillus yilanensis (Wei and Gu 2019)                                   | Agrilactobacillus yilanensis            | Bacils grampositius, catalasa negatius, homofermentatius i aerotolerants. |
|                                                                              | Schleiferilactobacillus                 | |
| Lactobacillus perolens (Back et al. 2000)                                    | Schleiferilactobacillus perolens        | Bacils grampositius, catalasa negatius, homofermentatius i aerotolerants. Creixen entre 15 i 42 °C. Fermenten una gran diversitat de glúcids com les pentoses, hexoses i oligosacàrids. |
| Lactobacillus harbinensis (Miyamoto et al. 2006)                             | Schleiferilactobacillus harbinensis     | Bacils grampositius, catalasa negatius, homofermentatius i aerotolerants. Creixen entre 15 i 42 °C. Fermenten una gran diversitat de glúcids com les pentoses, hexoses i oligosacàrids. |
| Lactobacillus shenzhenensis (Zou et al. 2013)                                | Schleiferilactobacillus shenzhenensis   | Bacils grampositius, catalasa negatius, homofermentatius i aerotolerants. Creixen entre 15 i 42 °C. Fermenten una gran diversitat de glúcids com les pentoses, hexoses i oligosacàrids. |
|                                                                              | Lacticaseibacillus                      | |
| Lactobacillus casei (Hansen and Lessel 1971)                                 | Lacticaseibacillus casei                | Bacils grampositius immòbils, oxidasa negatius, i homofermentatius. Creixen entre 10 i 45 °C. Normalment produeixen àcid D- i L-làctic a partir de la glucosa. Són considerades de gran importància econòmica, ja que moltes espècies són utilitzades com a cultius iniciadors i com a probiòtics. |
| Lactobacillus baoqingensis (Long and Gu 2019)                                | Lacticaseibacillus baoqingensis         | Bacils grampositius immòbils, oxidasa negatius, i homofermentatius. Creixen entre 10 i 45 °C. Normalment produeixen àcid D- i L-làctic a partir de la glucosa. Són considerades de gran importància econòmica, ja que moltes espècies són utilitzades com a cultius iniciadors i com a probiòtics. |
| Lactobacillus brantae (Volokhov et al. 2012)                                 | Lacticaseibacillus brantae              | Bacils grampositius immòbils, oxidasa negatius, i homofermentatius. Creixen entre 10 i 45 °C. Normalment produeixen àcid D- i L-làctic a partir de la glucosa. Són considerades de gran importància econòmica, ja que moltes espècies són utilitzades com a cultius iniciadors i com a probiòtics. |
| Lactobacillus camelliae (Tanasupawat et al. 2007)                            | Lacticaseibacillus camelliae            | Bacils grampositius immòbils, oxidasa negatius, i homofermentatius. Creixen entre 10 i 45 °C. Normalment produeixen àcid D- i L-làctic a partir de la glucosa. Són considerades de gran importància econòmica, ja que moltes espècies són utilitzades com a cultius iniciadors i com a probiòtics. |
| Lactobacillus chiayiensis (Huang et al. 2018)                                | Lacticaseibacillus chiayiensis          | Bacils grampositius immòbils, oxidasa negatius, i homofermentatius. Creixen entre 10 i 45 °C. Normalment produeixen àcid D- i L-làctic a partir de la glucosa. Són considerades de gran importància econòmica, ja que moltes espècies són utilitzades com a cultius iniciadors i com a probiòtics. |
| Lactobacillus hulanensis (Zhao and Gu et al. 2019)                           | Lacticaseibacillus hulanensis           | Bacils grampositius immòbils, oxidasa negatius, i homofermentatius. Creixen entre 10 i 45 °C. Normalment produeixen àcid D- i L-làctic a partir de la glucosa. Són considerades de gran importància econòmica, ja que moltes espècies són utilitzades com a cultius iniciadors i com a probiòtics. |
| Lactobacillus jixianensis (Long and Gu, 2019)                                | Lacticaseibacillus jixianensis          | Bacils grampositius immòbils, oxidasa negatius, i homofermentatius. Creixen entre 10 i 45 °C. Normalment produeixen àcid D- i L-làctic a partir de la glucosa. Són considerades de gran importància econòmica, ja que moltes espècies són utilitzades com a cultius iniciadors i com a probiòtics. |
| Lactobacillus manihotivorans (Morlon‐Guyot et al. 1998)                      | Lacticaseibacillus manihotivorans       | Bacils grampositius immòbils, oxidasa negatius, i homofermentatius. Creixen entre 10 i 45 °C. Normalment produeixen àcid D- i L-làctic a partir de la glucosa. Són considerades de gran importància econòmica, ja que moltes espècies són utilitzades com a cultius iniciadors i com a probiòtics. |
| Lactobacillus nasuensis (Cai et al. 2012)                                    | Lacticaseibacillus nasuensis            | Bacils grampositius immòbils, oxidasa negatius, i homofermentatius. Creixen entre 10 i 45 °C. Normalment produeixen àcid D- i L-làctic a partir de la glucosa. Són considerades de gran importància econòmica, ja que moltes espècies són utilitzades com a cultius iniciadors i com a probiòtics. |
| Lactobacillus pantheris (Liu and Dong 2002)                                  | Lacticaseibacillus pantheris            | Bacils grampositius immòbils, oxidasa negatius, i homofermentatius. Creixen entre 10 i 45 °C. Normalment produeixen àcid D- i L-làctic a partir de la glucosa. Són considerades de gran importància econòmica, ja que moltes espècies són utilitzades com a cultius iniciadors i com a probiòtics. |
| Lactobacillus paracasei (Collins et al. 1989)                                | Lacticaseibacillus paracasei            | Bacils grampositius immòbils, oxidasa negatius, i homofermentatius. Creixen entre 10 i 45 °C. Normalment produeixen àcid D- i L-làctic a partir de la glucosa. Són considerades de gran importància econòmica, ja que moltes espècies són utilitzades com a cultius iniciadors i com a probiòtics. |
| Lactobacillus porcinae (Nguyen et al. 2013)                                  | Lacticaseibacillus porcinae             | Bacils grampositius immòbils, oxidasa negatius, i homofermentatius. Creixen entre 10 i 45 °C. Normalment produeixen àcid D- i L-làctic a partir de la glucosa. Són considerades de gran importància econòmica, ja que moltes espècies són utilitzades com a cultius iniciadors i com a probiòtics. |
| Lactobacillus rhamnosus (Collins et al. 1989)                                | Lacticaseibacillus rhamnosus            | Bacils grampositius immòbils, oxidasa negatius, i homofermentatius. Creixen entre 10 i 45 °C. Normalment produeixen àcid D- i L-làctic a partir de la glucosa. Són considerades de gran importància econòmica, ja que moltes espècies són utilitzades com a cultius iniciadors i com a probiòtics. |
| Lactobacillus saniviri (Oki et al. 2012)                                     | Lacticaseibacillus saniviri             | Bacils grampositius immòbils, oxidasa negatius, i homofermentatius. Creixen entre 10 i 45 °C. Normalment produeixen àcid D- i L-làctic a partir de la glucosa. Són considerades de gran importància econòmica, ja que moltes espècies són utilitzades com a cultius iniciadors i com a probiòtics. |
| Lactobacillus sharpeae (Weiss et al. 1981)                                   | Lacticaseibacillus sharpeae             | Bacils grampositius immòbils, oxidasa negatius, i homofermentatius. Creixen entre 10 i 45 °C. Normalment produeixen àcid D- i L-làctic a partir de la glucosa. Són considerades de gran importància econòmica, ja que moltes espècies són utilitzades com a cultius iniciadors i com a probiòtics. |
| Lactobacillus songhuajiangensis (Gu et al. 2013)                             | Lacticaseibacillus songhuajiangensis    | Bacils grampositius immòbils, oxidasa negatius, i homofermentatius. Creixen entre 10 i 45 °C. Normalment produeixen àcid D- i L-làctic a partir de la glucosa. Són considerades de gran importància econòmica, ja que moltes espècies són utilitzades com a cultius iniciadors i com a probiòtics. |
| Lactobacillus thailandensis (Tanasupawat et al. 2007)                        | Lacticaseibacillus thailandensis        | Bacils grampositius immòbils, oxidasa negatius, i homofermentatius. Creixen entre 10 i 45 °C. Normalment produeixen àcid D- i L-làctic a partir de la glucosa. Són considerades de gran importància econòmica, ja que moltes espècies són utilitzades com a cultius iniciadors i com a probiòtics. |
|                                                                              | Latilactobacillus                       | |
| Lactobacillus sakei (Klein et al. 1996)                                      | Latilactobacillus sakei                 | Bacils grampositius, homofermentatius. Produeixen àcid D- i L-làctic a excepció de L. fuchuensis, el qual només produeix l'isòmer L-. Són mesòfils encara que algunes soques són psicròtrofes i creixen per sota dels 8 °C. |
| Lactobacillus curvatus (Klein et al. 1996)                                   | Latilactobacillus curvatus              | Bacils grampositius, homofermentatius. Produeixen àcid D- i L-làctic a excepció de L. fuchuensis, el qual només produeix l'isòmer L-. Són mesòfils encara que algunes soques són psicròtrofes i creixen per sota dels 8 °C. |
| Lactobacillus fuchuensis (Sakala et al. 2002)                                | Latilactobacillus fuchuensis            | Bacils grampositius, homofermentatius. Produeixen àcid D- i L-làctic a excepció de L. fuchuensis, el qual només produeix l'isòmer L-. Són mesòfils encara que algunes soques són psicròtrofes i creixen per sota dels 8 °C. |
| Lactobacillus graminis (Beck et al. 1989)                                    | Latilactobacillus graminis              | Bacils grampositius, homofermentatius. Produeixen àcid D- i L-làctic a excepció de L. fuchuensis, el qual només produeix l'isòmer L-. Són mesòfils encara que algunes soques són psicròtrofes i creixen per sota dels 8 °C. |
|                                                                              | Loigolactobacillus                      | |
| Lactobacillus coryniformis (Abo‐Elnaga and Kandler 1965)                     | Loigolactobacillus coryniformis         | Bacils grampositius immòbils, catalasa negatius, no formadors d'espores. Els bacils normalment es troben sols o per parelles. Homofermentatius i produeixen àcid D- i L-làctic. L'habilitat per fermentar pentoses depèn de l'espècie; moltes espècies produeixen àcid de la D-manosa i el D-mannitol. |
| Lactobacillus backii (Tohno et al. 2013)                                     | Loigolactobacillus backii               | Bacils grampositius immòbils, catalasa negatius, no formadors d'espores. Els bacils normalment es troben sols o per parelles. Homofermentatius i produeixen àcid D- i L-làctic. L'habilitat per fermentar pentoses depèn de l'espècie; moltes espècies produeixen àcid de la D-manosa i el D-mannitol. |
| Lactobacillus bifermentans (Kandler et al. 1983)                             | Loigolactobacillus bifermentans         | Bacils grampositius immòbils, catalasa negatius, no formadors d'espores. Els bacils normalment es troben sols o per parelles. Homofermentatius i produeixen àcid D- i L-làctic. L'habilitat per fermentar pentoses depèn de l'espècie; moltes espècies produeixen àcid de la D-manosa i el D-mannitol. |
| Lactobacillus iwatensis (Tohno et al. 2013)                                  | Loigolactobacillus iwatensis            | Bacils grampositius immòbils, catalasa negatius, no formadors d'espores. Els bacils normalment es troben sols o per parelles. Homofermentatius i produeixen àcid D- i L-làctic. L'habilitat per fermentar pentoses depèn de l'espècie; moltes espècies produeixen àcid de la D-manosa i el D-mannitol. |
| Lactobacillus jiayinensis (Long and Gu 2019)                                 | Loigolactobacillus jiayinensis          | Bacils grampositius immòbils, catalasa negatius, no formadors d'espores. Els bacils normalment es troben sols o per parelles. Homofermentatius i produeixen àcid D- i L-làctic. L'habilitat per fermentar pentoses depèn de l'espècie; moltes espècies produeixen àcid de la D-manosa i el D-mannitol. |
| Lactobacillus rennini (Chenoll et al. 2006)                                  | Loigolactobacillus rennini              | Bacils grampositius immòbils, catalasa negatius, no formadors d'espores. Els bacils normalment es troben sols o per parelles. Homofermentatius i produeixen àcid D- i L-làctic. L'habilitat per fermentar pentoses depèn de l'espècie; moltes espècies produeixen àcid de la D-manosa i el D-mannitol. |
| Lactobacillus zhaoyuanensis (Long and Gu, 2019)                              | Loigolactobacillus zhaoyuanensis        | Bacils grampositius immòbils, catalasa negatius, no formadors d'espores. Els bacils normalment es troben sols o per parelles. Homofermentatius i produeixen àcid D- i L-làctic. L'habilitat per fermentar pentoses depèn de l'espècie; moltes espècies produeixen àcid de la D-manosa i el D-mannitol. |
|                                                                              | Dellaglioa                              | |
| Lactobacillus algidus (Kato et al. 2000)                                     | Dellaglioa algida                       | Bacils grampositius immòbils, anaerobis facultatius, psicròfils i homofermentatius. |
|                                                                              | Liquorilactobacillus                    | |
| Lactobacillus mali (Kaneuchi et al. 1988)                                    | Liquorilactobacillus mali               | Bacils grampositius, majoritàriament mòbils excepte L. cacaonum, L. hordei i L. mali. Contenen àcid meso-diamilopimelic. Moltes soques produeixen dextrans a partir de la sacarosa. |
| Lactobacillus aquaticus (Mañes‐Lázaro et al. 2009)                           | Liquorilactobacillus aquaticus          | Bacils grampositius, majoritàriament mòbils excepte L. cacaonum, L. hordei i L. mali. Contenen àcid meso-diamilopimelic. Moltes soques produeixen dextrans a partir de la sacarosa. |
| Lactobacillus cacaonum (De Bruyne et al. 2009)                               | Liquorilactobacillus cacaonum           | Bacils grampositius, majoritàriament mòbils excepte L. cacaonum, L. hordei i L. mali. Contenen àcid meso-diamilopimelic. Moltes soques produeixen dextrans a partir de la sacarosa. |
| Lactobacillus capillatus (Chao et al. 2008)                                  | Liquorilactobacillus capillatus         | Bacils grampositius, majoritàriament mòbils excepte L. cacaonum, L. hordei i L. mali. Contenen àcid meso-diamilopimelic. Moltes soques produeixen dextrans a partir de la sacarosa. |
| Lactobacillus ghanensis (Nielsen et al. 2007)                                | Liquorilactobacillus ghanensis          | Bacils grampositius, majoritàriament mòbils excepte L. cacaonum, L. hordei i L. mali. Contenen àcid meso-diamilopimelic. Moltes soques produeixen dextrans a partir de la sacarosa. |
| Lactobacillus hordei (Rouse et al. 2008)                                     | Liquorilactobacillus hordei             | Bacils grampositius, majoritàriament mòbils excepte L. cacaonum, L. hordei i L. mali. Contenen àcid meso-diamilopimelic. Moltes soques produeixen dextrans a partir de la sacarosa. |
| Lactobacillus nagelii (Edwards et al. 2000)                                  | Liquorilactobacillus nagelii            | Bacils grampositius, majoritàriament mòbils excepte L. cacaonum, L. hordei i L. mali. Contenen àcid meso-diamilopimelic. Moltes soques produeixen dextrans a partir de la sacarosa. |
| Lactobacillus oeni (Mañes‐Lázaro et al. 2009)                                | Liquorilactobacillus oeni               | Bacils grampositius, majoritàriament mòbils excepte L. cacaonum, L. hordei i L. mali. Contenen àcid meso-diamilopimelic. Moltes soques produeixen dextrans a partir de la sacarosa. |
| Lactobacillus satsumensis (Endo and Okada 2005)                              | Liquorilactobacillus satsumensis        | Bacils grampositius, majoritàriament mòbils excepte L. cacaonum, L. hordei i L. mali. Contenen àcid meso-diamilopimelic. Moltes soques produeixen dextrans a partir de la sacarosa. |
| Lactobacillus sicerae (Puertas et al. 2014)                                  | Liquorilactobacillus sicerae            | Bacils grampositius, majoritàriament mòbils excepte L. cacaonum, L. hordei i L. mali. Contenen àcid meso-diamilopimelic. Moltes soques produeixen dextrans a partir de la sacarosa. |
| Lactobacillus sucicola (Irisawa and Okada 2009)                              | Liquorilactobacillus sucicola           | Bacils grampositius, majoritàriament mòbils excepte L. cacaonum, L. hordei i L. mali. Contenen àcid meso-diamilopimelic. Moltes soques produeixen dextrans a partir de la sacarosa. |
| Lactobacillus uvarum (Mañes‐Lázaro et al. 2008)                              | Liquorilactobacillus uvarum             | Bacils grampositius, majoritàriament mòbils excepte L. cacaonum, L. hordei i L. mali. Contenen àcid meso-diamilopimelic. Moltes soques produeixen dextrans a partir de la sacarosa. |
| Lactobacillus vini (Rodas et al. 2006)                                       | Liquorilactobacillus vini               | Bacils grampositius, majoritàriament mòbils excepte L. cacaonum, L. hordei i L. mali. Contenen àcid meso-diamilopimelic. Moltes soques produeixen dextrans a partir de la sacarosa. |
|                                                                              | Ligilactobacillus                       | |
| Lactobacillus salivarius (Li et al. 2006)                                    | Ligilactobacillus salivarius            | Bacils grampositius, majoritàriament mòbils i homofermentatius. Moltes soques expressen ureasa, la qual està associada a l'adaptació a l'estil de vida de l'hoste vertebrat. Es comercialitzen usualment com a cultius iniciadors i com a probiòtics. |
| Lactobacillus acidipiscis (Tanasupawat et al. 2000)                          | Ligilactobacillus acidipiscis           | Bacils grampositius, majoritàriament mòbils i homofermentatius. Moltes soques expressen ureasa, la qual està associada a l'adaptació a l'estil de vida de l'hoste vertebrat. Es comercialitzen usualment com a cultius iniciadors i com a probiòtics. |
| Lactobacillus agilis (Weiss et al. 1982)                                     | Ligilactobacillus agilis                | Bacils grampositius, majoritàriament mòbils i homofermentatius. Moltes soques expressen ureasa, la qual està associada a l'adaptació a l'estil de vida de l'hoste vertebrat. Es comercialitzen usualment com a cultius iniciadors i com a probiòtics. |
| Lactobacillus animalis (Dent and Williams 1983)                              | Ligilactobacillus animalis              | Bacils grampositius, majoritàriament mòbils i homofermentatius. Moltes soques expressen ureasa, la qual està associada a l'adaptació a l'estil de vida de l'hoste vertebrat. Es comercialitzen usualment com a cultius iniciadors i com a probiòtics. |
| Lactobacillus apodemi (Osawa et al. 2006)                                    | Ligilactobacillus apodemi               | Bacils grampositius, majoritàriament mòbils i homofermentatius. Moltes soques expressen ureasa, la qual està associada a l'adaptació a l'estil de vida de l'hoste vertebrat. Es comercialitzen usualment com a cultius iniciadors i com a probiòtics. |
| Lactobacillus aviarius (Fujisawa et al. 1985)                                | Ligilactobacillus aviarius              | Bacils grampositius, majoritàriament mòbils i homofermentatius. Moltes soques expressen ureasa, la qual està associada a l'adaptació a l'estil de vida de l'hoste vertebrat. Es comercialitzen usualment com a cultius iniciadors i com a probiòtics. |
| Lactobacillus aviarius subsp. araffinosus (Fujisawa et al. 1985)             | Ligilactobacillus araffinosus           | Bacils grampositius, majoritàriament mòbils i homofermentatius. Moltes soques expressen ureasa, la qual està associada a l'adaptació a l'estil de vida de l'hoste vertebrat. Es comercialitzen usualment com a cultius iniciadors i com a probiòtics. |
| Lactobacillus ceti (Vela et al. 2008)                                        | Ligilactobacillus ceti                  | Bacils grampositius, majoritàriament mòbils i homofermentatius. Moltes soques expressen ureasa, la qual està associada a l'adaptació a l'estil de vida de l'hoste vertebrat. Es comercialitzen usualment com a cultius iniciadors i com a probiòtics. |
| Lactobacillus equi (Morotomi et al. 2002)                                    | Ligilactobacillus equi                  | Bacils grampositius, majoritàriament mòbils i homofermentatius. Moltes soques expressen ureasa, la qual està associada a l'adaptació a l'estil de vida de l'hoste vertebrat. Es comercialitzen usualment com a cultius iniciadors i com a probiòtics. |
| Lactobacillus faecis (Endo et al. 2013)                                      | Ligilactobacillus faecis                | Bacils grampositius, majoritàriament mòbils i homofermentatius. Moltes soques expressen ureasa, la qual està associada a l'adaptació a l'estil de vida de l'hoste vertebrat. Es comercialitzen usualment com a cultius iniciadors i com a probiòtics. |
| Lactobacillus hayakitensis (Morita et al. 2007)                              | Ligilactobacillus hayakitensis          | Bacils grampositius, majoritàriament mòbils i homofermentatius. Moltes soques expressen ureasa, la qual està associada a l'adaptació a l'estil de vida de l'hoste vertebrat. Es comercialitzen usualment com a cultius iniciadors i com a probiòtics. |
| Lactobacillus murinus (Hemme et al. 1982)                                    | Ligilactobacillus murinus               | Bacils grampositius, majoritàriament mòbils i homofermentatius. Moltes soques expressen ureasa, la qual està associada a l'adaptació a l'estil de vida de l'hoste vertebrat. Es comercialitzen usualment com a cultius iniciadors i com a probiòtics. |
| Lactobacillus pobuzihii (Chen et al. 2010)                                   | Ligilactobacillus pobuzihii             | Bacils grampositius, majoritàriament mòbils i homofermentatius. Moltes soques expressen ureasa, la qual està associada a l'adaptació a l'estil de vida de l'hoste vertebrat. Es comercialitzen usualment com a cultius iniciadors i com a probiòtics. |
| Lactobacillus ruminis (Sharpe et al. 1973)                                   | Ligilactobacillus ruminis               | Bacils grampositius, majoritàriament mòbils i homofermentatius. Moltes soques expressen ureasa, la qual està associada a l'adaptació a l'estil de vida de l'hoste vertebrat. Es comercialitzen usualment com a cultius iniciadors i com a probiòtics. |
| Lactobacillus saerimneri (Pedersen and Roos 2004)                            | Ligilactobacillus saerimneri            | Bacils grampositius, majoritàriament mòbils i homofermentatius. Moltes soques expressen ureasa, la qual està associada a l'adaptació a l'estil de vida de l'hoste vertebrat. Es comercialitzen usualment com a cultius iniciadors i com a probiòtics. |
| Lactobacillus salitolerans (Tohno et al. 2019)                               | Ligilactobacillus salitolerans          | Bacils grampositius, majoritàriament mòbils i homofermentatius. Moltes soques expressen ureasa, la qual està associada a l'adaptació a l'estil de vida de l'hoste vertebrat. Es comercialitzen usualment com a cultius iniciadors i com a probiòtics. |
|                                                                              | Lactiplantibacillus                     | |
| Lactobacillus plantarum (Bergey et al. 1923)                                 | Lactiplantibacillus plantarum           | Bacils grampositius immòbils, no formadors d'espores i homofermentatius. Fermenten una gran diversitat de glúcids. Moltes espècies metabolitzen àcid fenòlic mitjançant activitats esterasa, descarboxilasa i reductasa. L. plantarum és atípic a causa de la seva activitat pseudocatalasa i la seva capacitat per reduir el nitrat. |
| Lactobacillus daoliensis (Liu and Gu 2019)                                   | Lactiplantibacillus daoliensis          | Bacils grampositius immòbils, no formadors d'espores i homofermentatius. Fermenten una gran diversitat de glúcids. Moltes espècies metabolitzen àcid fenòlic mitjançant activitats esterasa, descarboxilasa i reductasa. L. plantarum és atípic a causa de la seva activitat pseudocatalasa i la seva capacitat per reduir el nitrat. |
| Lactobacillus daowaiensis (Liu and Gu 2019)                                  | Lactiplantibacillus daowaiensis         | Bacils grampositius immòbils, no formadors d'espores i homofermentatius. Fermenten una gran diversitat de glúcids. Moltes espècies metabolitzen àcid fenòlic mitjançant activitats esterasa, descarboxilasa i reductasa. L. plantarum és atípic a causa de la seva activitat pseudocatalasa i la seva capacitat per reduir el nitrat. |
| Lactobacillus dongliensis (Liu and Gu 2019)                                  | Lactiplantibacillus dongliensis         | Bacils grampositius immòbils, no formadors d'espores i homofermentatius. Fermenten una gran diversitat de glúcids. Moltes espècies metabolitzen àcid fenòlic mitjançant activitats esterasa, descarboxilasa i reductasa. L. plantarum és atípic a causa de la seva activitat pseudocatalasa i la seva capacitat per reduir el nitrat. |
| Lactobacillus fabifermentans (De Bruyne et al. 2009)                         | Lactiplantibacillus fabifermentans      | Bacils grampositius immòbils, no formadors d'espores i homofermentatius. Fermenten una gran diversitat de glúcids. Moltes espècies metabolitzen àcid fenòlic mitjançant activitats esterasa, descarboxilasa i reductasa. L. plantarum és atípic a causa de la seva activitat pseudocatalasa i la seva capacitat per reduir el nitrat. |
| Lactobacillus herbarum (Mao et al. 2015)                                     | Lactiplantibacillus herbarum            | Bacils grampositius immòbils, no formadors d'espores i homofermentatius. Fermenten una gran diversitat de glúcids. Moltes espècies metabolitzen àcid fenòlic mitjançant activitats esterasa, descarboxilasa i reductasa. L. plantarum és atípic a causa de la seva activitat pseudocatalasa i la seva capacitat per reduir el nitrat. |
| Lactobacillus modestisalitolerans (Miyashita et al. 2015)                    | Lactiplantibacillus modestisalitolerans | Bacils grampositius immòbils, no formadors d'espores i homofermentatius. Fermenten una gran diversitat de glúcids. Moltes espècies metabolitzen àcid fenòlic mitjançant activitats esterasa, descarboxilasa i reductasa. L. plantarum és atípic a causa de la seva activitat pseudocatalasa i la seva capacitat per reduir el nitrat. |
| Lactobacillus mudanjiangensis (Gu et al. 2013)                               | Lactiplantibacillus mudanjiangensis     | Bacils grampositius immòbils, no formadors d'espores i homofermentatius. Fermenten una gran diversitat de glúcids. Moltes espècies metabolitzen àcid fenòlic mitjançant activitats esterasa, descarboxilasa i reductasa. L. plantarum és atípic a causa de la seva activitat pseudocatalasa i la seva capacitat per reduir el nitrat. |
| Lactobacillus nangangensis (Liu and Gu 2019)                                 | Lactiplantibacillus nangangensis        | Bacils grampositius immòbils, no formadors d'espores i homofermentatius. Fermenten una gran diversitat de glúcids. Moltes espècies metabolitzen àcid fenòlic mitjançant activitats esterasa, descarboxilasa i reductasa. L. plantarum és atípic a causa de la seva activitat pseudocatalasa i la seva capacitat per reduir el nitrat. |
| Lactobacillus paraplantarum (Curk et al. 1996)                               | Lactiplantibacillus paraplantarum       | Bacils grampositius immòbils, no formadors d'espores i homofermentatius. Fermenten una gran diversitat de glúcids. Moltes espècies metabolitzen àcid fenòlic mitjançant activitats esterasa, descarboxilasa i reductasa. L. plantarum és atípic a causa de la seva activitat pseudocatalasa i la seva capacitat per reduir el nitrat. |
| Lactobacillus pentosus (Zanoni et al. 1987)                                  | Lactiplantibacillus pentosus            | Bacils grampositius immòbils, no formadors d'espores i homofermentatius. Fermenten una gran diversitat de glúcids. Moltes espècies metabolitzen àcid fenòlic mitjançant activitats esterasa, descarboxilasa i reductasa. L. plantarum és atípic a causa de la seva activitat pseudocatalasa i la seva capacitat per reduir el nitrat. |
| Lactobacillus pingfangensis (Liu and Gu 2019)                                | Lactiplantibacillus pingfangensis       | Bacils grampositius immòbils, no formadors d'espores i homofermentatius. Fermenten una gran diversitat de glúcids. Moltes espècies metabolitzen àcid fenòlic mitjançant activitats esterasa, descarboxilasa i reductasa. L. plantarum és atípic a causa de la seva activitat pseudocatalasa i la seva capacitat per reduir el nitrat. |
| Lactobacillus plajomi (Miyashita et al. 2015)                                | Lactiplantibacillus plajomi             | Bacils grampositius immòbils, no formadors d'espores i homofermentatius. Fermenten una gran diversitat de glúcids. Moltes espècies metabolitzen àcid fenòlic mitjançant activitats esterasa, descarboxilasa i reductasa. L. plantarum és atípic a causa de la seva activitat pseudocatalasa i la seva capacitat per reduir el nitrat. |
| Lactobacillus songbeiensis (Liu and Gu 2019)                                 | Lactiplantibacillus songbeiensis        | Bacils grampositius immòbils, no formadors d'espores i homofermentatius. Fermenten una gran diversitat de glúcids. Moltes espècies metabolitzen àcid fenòlic mitjançant activitats esterasa, descarboxilasa i reductasa. L. plantarum és atípic a causa de la seva activitat pseudocatalasa i la seva capacitat per reduir el nitrat. |
| Lactobacillus xiangfangensis (Gu et al. 2012)                                | Lactiplantibacillus xiangfangensis      | Bacils grampositius immòbils, no formadors d'espores i homofermentatius. Fermenten una gran diversitat de glúcids. Moltes espècies metabolitzen àcid fenòlic mitjançant activitats esterasa, descarboxilasa i reductasa. L. plantarum és atípic a causa de la seva activitat pseudocatalasa i la seva capacitat per reduir el nitrat. |
| Heterofermentatius                                                           |                                         | |
|                                                                              | Furfurilactobacillus                    | |
| Lactobacillus rossiae (Corsetti et al. 2005)                                 | Furfurilactobacillus rossiae            | Bacils grampositius, heterofermentatius i aerotolerants. Creixen entre 15 i 37 °C i no toleren temperatures superiors als 45 °C. |
| Lactobacillus curtus (Asakawa et al. 2017)                                   | Furfurilactobacillus curtus             | Bacils grampositius, heterofermentatius i aerotolerants. Creixen entre 15 i 37 °C i no toleren temperatures superiors als 45 °C. |
| Lactobacillus siliginis (Aslam et al. 2006)                                  | Furfurilactobacillus siligini           | Bacils grampositius, heterofermentatius i aerotolerants. Creixen entre 15 i 37 °C i no toleren temperatures superiors als 45 °C. |
|                                                                              | Paucilactobacillus                      | |
| Lactobacillus vaccinostercus (Okada et al. 1979)                             | Paucilactobacillus vaccinostercus       | Bacils grampositius, heterofermentatius, catalasa negatius i aerotolerants. Creixen entre 20 i 37 °C. Moltes espècies són psicròtrofes, però el P. suebicus creix a 45 °C. Metabolitzen pentoses i moltes soques no fermenten disacàrids. |
| Lactobacillus hokkaidonensis (Tohno et al. 2013)                             | Paucilactobacillus hokkaidonensis       | Bacils grampositius, heterofermentatius, catalasa negatius i aerotolerants. Creixen entre 20 i 37 °C. Moltes espècies són psicròtrofes, però el P. suebicus creix a 45 °C. Metabolitzen pentoses i moltes soques no fermenten disacàrids. |
| Lactobacillus kaifaensis (Liu and Gu 2019)                                   | Paucilactobacillus kaifaensis           | Bacils grampositius, heterofermentatius, catalasa negatius i aerotolerants. Creixen entre 20 i 37 °C. Moltes espècies són psicròtrofes, però el P. suebicus creix a 45 °C. Metabolitzen pentoses i moltes soques no fermenten disacàrids. |
| Lactobacillus nenjiangensis (Gu et al. 2013)                                 | Paucilactobacillus nenjiangensis        | Bacils grampositius, heterofermentatius, catalasa negatius i aerotolerants. Creixen entre 20 i 37 °C. Moltes espècies són psicròtrofes, però el P. suebicus creix a 45 °C. Metabolitzen pentoses i moltes soques no fermenten disacàrids. |
| Lactobacillus oligofermentans (Koort et al. 2005)                            | Paucilactobacillus oligofermentans      | Bacils grampositius, heterofermentatius, catalasa negatius i aerotolerants. Creixen entre 20 i 37 °C. Moltes espècies són psicròtrofes, però el P. suebicus creix a 45 °C. Metabolitzen pentoses i moltes soques no fermenten disacàrids. |
| Lactobacillus suebicus (Kleynmans et al. 1989)                               | Paucilactobacillus suebicus             | Bacils grampositius, heterofermentatius, catalasa negatius i aerotolerants. Creixen entre 20 i 37 °C. Moltes espècies són psicròtrofes, però el P. suebicus creix a 45 °C. Metabolitzen pentoses i moltes soques no fermenten disacàrids. |
| Lactobacillus wasatchensis (Oberg et al. 2016)                               | Paucilactobacillus wasatchensis         | Bacils grampositius, heterofermentatius, catalasa negatius i aerotolerants. Creixen entre 20 i 37 °C. Moltes espècies són psicròtrofes, però el P. suebicus creix a 45 °C. Metabolitzen pentoses i moltes soques no fermenten disacàrids. |
|                                                                              | Limosilactobacillus                     | |
| Lactobacillus fermentum (Beijerinck 1901)                                    | Limosilactobacillus fermentum           | Poden ser cocs o bacils grampositius, són heterofermentatius, catalasa negatius i anaerobis o aerotolerants. Creixen a 37 °C i algunes espècies ho fan a 45 °C, però no creixen a 15 °C. Fermenten una gran diversitat de glúcids encara que moltes espècies no fermenten la glucosa. Algunes espècies com el L. reuteri produeixen exopolisacàrids a partir de la sacarosa per donar suport a la formació del biofilm que té lloc a la superfície epitelial del tracte intestinal.                                         |
| Lactobacillus alvi (Kim et al. 2011)                                         | Limosilactobacillus alvi                | Poden ser cocs o bacils grampositius, són heterofermentatius, catalasa negatius i anaerobis o aerotolerants. Creixen a 37 °C i algunes espècies ho fan a 45 °C, però no creixen a 15 °C. Fermenten una gran diversitat de glúcids encara que moltes espècies no fermenten la glucosa. Algunes espècies com el L. reuteri produeixen exopolisacàrids a partir de la sacarosa per donar suport a la formació del biofilm que té lloc a la superfície epitelial del tracte intestinal.                                         |
| Lactobacillus antri (Roos et al. 2005)                                       | Limosilactobacillus antri               | Poden ser cocs o bacils grampositius, són heterofermentatius, catalasa negatius i anaerobis o aerotolerants. Creixen a 37 °C i algunes espècies ho fan a 45 °C, però no creixen a 15 °C. Fermenten una gran diversitat de glúcids encara que moltes espècies no fermenten la glucosa. Algunes espècies com el L. reuteri produeixen exopolisacàrids a partir de la sacarosa per donar suport a la formació del biofilm que té lloc a la superfície epitelial del tracte intestinal.                                         |
| Lactobacillus caviae (Killer et al. 2017)                                    | Limosilactobacillus caviae              | Poden ser cocs o bacils grampositius, són heterofermentatius, catalasa negatius i anaerobis o aerotolerants. Creixen a 37 °C i algunes espècies ho fan a 45 °C, però no creixen a 15 °C. Fermenten una gran diversitat de glúcids encara que moltes espècies no fermenten la glucosa. Algunes espècies com el L. reuteri produeixen exopolisacàrids a partir de la sacarosa per donar suport a la formació del biofilm que té lloc a la superfície epitelial del tracte intestinal.                                         |
| Lactobacillus coleohominis (Nikolaitchouk et al. 2001)                       | Limosilactobacillus coleohominis        | Poden ser cocs o bacils grampositius, són heterofermentatius, catalasa negatius i anaerobis o aerotolerants. Creixen a 37 °C i algunes espècies ho fan a 45 °C, però no creixen a 15 °C. Fermenten una gran diversitat de glúcids encara que moltes espècies no fermenten la glucosa. Algunes espècies com el L. reuteri produeixen exopolisacàrids a partir de la sacarosa per donar suport a la formació del biofilm que té lloc a la superfície epitelial del tracte intestinal.                                         |
| Lactobacillus equigenerosi (Endo et al. 2008)                                | Limosilactobacillus equigenerosi        | Poden ser cocs o bacils grampositius, són heterofermentatius, catalasa negatius i anaerobis o aerotolerants. Creixen a 37 °C i algunes espècies ho fan a 45 °C, però no creixen a 15 °C. Fermenten una gran diversitat de glúcids encara que moltes espècies no fermenten la glucosa. Algunes espècies com el L. reuteri produeixen exopolisacàrids a partir de la sacarosa per donar suport a la formació del biofilm que té lloc a la superfície epitelial del tracte intestinal.                                         |
| Lactobacillus frumenti (Müller et al. 2000)                                  | Limosilactobacillus frumenti            | Poden ser cocs o bacils grampositius, són heterofermentatius, catalasa negatius i anaerobis o aerotolerants. Creixen a 37 °C i algunes espècies ho fan a 45 °C, però no creixen a 15 °C. Fermenten una gran diversitat de glúcids encara que moltes espècies no fermenten la glucosa. Algunes espècies com el L. reuteri produeixen exopolisacàrids a partir de la sacarosa per donar suport a la formació del biofilm que té lloc a la superfície epitelial del tracte intestinal.                                         |
| Lactobacillus gastricus (Roos et al. 2005)                                   | Limosilactobacillus gastricus           | Poden ser cocs o bacils grampositius, són heterofermentatius, catalasa negatius i anaerobis o aerotolerants. Creixen a 37 °C i algunes espècies ho fan a 45 °C, però no creixen a 15 °C. Fermenten una gran diversitat de glúcids encara que moltes espècies no fermenten la glucosa. Algunes espècies com el L. reuteri produeixen exopolisacàrids a partir de la sacarosa per donar suport a la formació del biofilm que té lloc a la superfície epitelial del tracte intestinal.                                         |
| Lactobacillus gorillae (Tsuchida et al. 2014)                                | Limosilactobacillus gorillae            | Poden ser cocs o bacils grampositius, són heterofermentatius, catalasa negatius i anaerobis o aerotolerants. Creixen a 37 °C i algunes espècies ho fan a 45 °C, però no creixen a 15 °C. Fermenten una gran diversitat de glúcids encara que moltes espècies no fermenten la glucosa. Algunes espècies com el L. reuteri produeixen exopolisacàrids a partir de la sacarosa per donar suport a la formació del biofilm que té lloc a la superfície epitelial del tracte intestinal.                                         |
| Lactobacillus ingluviei (Baele et al. 2003)                                  | Limosilactobacillus ingluviei           | Poden ser cocs o bacils grampositius, són heterofermentatius, catalasa negatius i anaerobis o aerotolerants. Creixen a 37 °C i algunes espècies ho fan a 45 °C, però no creixen a 15 °C. Fermenten una gran diversitat de glúcids encara que moltes espècies no fermenten la glucosa. Algunes espècies com el L. reuteri produeixen exopolisacàrids a partir de la sacarosa per donar suport a la formació del biofilm que té lloc a la superfície epitelial del tracte intestinal.                                         |
| Lactobacillus mucosae (Roos et al. 2000)                                     | Limosilactobacillus mucosae             | Poden ser cocs o bacils grampositius, són heterofermentatius, catalasa negatius i anaerobis o aerotolerants. Creixen a 37 °C i algunes espècies ho fan a 45 °C, però no creixen a 15 °C. Fermenten una gran diversitat de glúcids encara que moltes espècies no fermenten la glucosa. Algunes espècies com el L. reuteri produeixen exopolisacàrids a partir de la sacarosa per donar suport a la formació del biofilm que té lloc a la superfície epitelial del tracte intestinal.                                         |
| Lactobacillus oris (Farrow et al. 1988)                                      | Limosilactobacillus oris                | Poden ser cocs o bacils grampositius, són heterofermentatius, catalasa negatius i anaerobis o aerotolerants. Creixen a 37 °C i algunes espècies ho fan a 45 °C, però no creixen a 15 °C. Fermenten una gran diversitat de glúcids encara que moltes espècies no fermenten la glucosa. Algunes espècies com el L. reuteri produeixen exopolisacàrids a partir de la sacarosa per donar suport a la formació del biofilm que té lloc a la superfície epitelial del tracte intestinal.                                         |
| Lactobacillus panis (Wiese et al. 1996)                                      | Limosilactobacillus panis               | Poden ser cocs o bacils grampositius, són heterofermentatius, catalasa negatius i anaerobis o aerotolerants. Creixen a 37 °C i algunes espècies ho fan a 45 °C, però no creixen a 15 °C. Fermenten una gran diversitat de glúcids encara que moltes espècies no fermenten la glucosa. Algunes espècies com el L. reuteri produeixen exopolisacàrids a partir de la sacarosa per donar suport a la formació del biofilm que té lloc a la superfície epitelial del tracte intestinal.                                         |
| Lactobacillus pontis (Vogel et al. 1994)                                     | Limosilactobacillus pontis              | Poden ser cocs o bacils grampositius, són heterofermentatius, catalasa negatius i anaerobis o aerotolerants. Creixen a 37 °C i algunes espècies ho fan a 45 °C, però no creixen a 15 °C. Fermenten una gran diversitat de glúcids encara que moltes espècies no fermenten la glucosa. Algunes espècies com el L. reuteri produeixen exopolisacàrids a partir de la sacarosa per donar suport a la formació del biofilm que té lloc a la superfície epitelial del tracte intestinal.                                         |
| Lactobacillus reuteri (Kandler et al. 1982)                                  | Limosilactobacillus reuteri             | Poden ser cocs o bacils grampositius, són heterofermentatius, catalasa negatius i anaerobis o aerotolerants. Creixen a 37 °C i algunes espècies ho fan a 45 °C, però no creixen a 15 °C. Fermenten una gran diversitat de glúcids encara que moltes espècies no fermenten la glucosa. Algunes espècies com el L. reuteri produeixen exopolisacàrids a partir de la sacarosa per donar suport a la formació del biofilm que té lloc a la superfície epitelial del tracte intestinal.                                         |
| Lactobacillus secaliphilus (Ehrmann et al. 2007)                             | Limosilactobacillus secaliphilus        | Poden ser cocs o bacils grampositius, són heterofermentatius, catalasa negatius i anaerobis o aerotolerants. Creixen a 37 °C i algunes espècies ho fan a 45 °C, però no creixen a 15 °C. Fermenten una gran diversitat de glúcids encara que moltes espècies no fermenten la glucosa. Algunes espècies com el L. reuteri produeixen exopolisacàrids a partir de la sacarosa per donar suport a la formació del biofilm que té lloc a la superfície epitelial del tracte intestinal.                                         |
| Lactobacillus vaginalis (Embley et al. 1989)                                 | Limosilactobacillus vaginalis           | Poden ser cocs o bacils grampositius, són heterofermentatius, catalasa negatius i anaerobis o aerotolerants. Creixen a 37 °C i algunes espècies ho fan a 45 °C, però no creixen a 15 °C. Fermenten una gran diversitat de glúcids encara que moltes espècies no fermenten la glucosa. Algunes espècies com el L. reuteri produeixen exopolisacàrids a partir de la sacarosa per donar suport a la formació del biofilm que té lloc a la superfície epitelial del tracte intestinal.                                         |
|                                                                              | Secundilactobacillus                    | |
| Lactobacillus malefermentans (Farrow et al. 1989)                            | Secundilactobacillus malefermentans     | Bacils grampositius, catalasa negatius i heterofermentatius. La majoria d'espècies creixen a 15 °C i algunes a 45 °C. L'interval de pH en el que són capaces de créixer és molt variable. El gènere s'ha adaptat a hàbitats pobres en hexosa. Tenen gens que codifiquen la transaldolasa i la transcetolasa, enzims que intervenen en el metabolisme de les pentoses a piruvat. Són capaces de metabolitzar els diols mitjançant la via diol-hidratasa i de convertir l'agmatina.                                           |
| Lactobacillus collinoides (Carr and Davies 1972)                             | Secundilactobacillus collinoides        | Bacils grampositius, catalasa negatius i heterofermentatius. La majoria d'espècies creixen a 15 °C i algunes a 45 °C. L'interval de pH en el que són capaces de créixer és molt variable. El gènere s'ha adaptat a hàbitats pobres en hexosa. Tenen gens que codifiquen la transaldolasa i la transcetolasa, enzims que intervenen en el metabolisme de les pentoses a piruvat. Són capaces de metabolitzar els diols mitjançant la via diol-hidratasa i de convertir l'agmatina.                                           |
| Lactobacillus kimchicus (Liang et al. 2011)                                  | Secundilactobacillus kimchicus          | Bacils grampositius, catalasa negatius i heterofermentatius. La majoria d'espècies creixen a 15 °C i algunes a 45 °C. L'interval de pH en el que són capaces de créixer és molt variable. El gènere s'ha adaptat a hàbitats pobres en hexosa. Tenen gens que codifiquen la transaldolasa i la transcetolasa, enzims que intervenen en el metabolisme de les pentoses a piruvat. Són capaces de metabolitzar els diols mitjançant la via diol-hidratasa i de convertir l'agmatina.                                           |
| Lactobacillus mixtipabuli (Tohno et al. 2015)                                | Secundilactobacillus mixtipabuli        | Bacils grampositius, catalasa negatius i heterofermentatius. La majoria d'espècies creixen a 15 °C i algunes a 45 °C. L'interval de pH en el que són capaces de créixer és molt variable. El gènere s'ha adaptat a hàbitats pobres en hexosa. Tenen gens que codifiquen la transaldolasa i la transcetolasa, enzims que intervenen en el metabolisme de les pentoses a piruvat. Són capaces de metabolitzar els diols mitjançant la via diol-hidratasa i de convertir l'agmatina.                                           |
| Lactobacillus odoratitofui (Chao et al. 2010)                                | Secundilactobacillus odoratitofui       | Bacils grampositius, catalasa negatius i heterofermentatius. La majoria d'espècies creixen a 15 °C i algunes a 45 °C. L'interval de pH en el que són capaces de créixer és molt variable. El gènere s'ha adaptat a hàbitats pobres en hexosa. Tenen gens que codifiquen la transaldolasa i la transcetolasa, enzims que intervenen en el metabolisme de les pentoses a piruvat. Són capaces de metabolitzar els diols mitjançant la via diol-hidratasa i de convertir l'agmatina.                                           |
| Lactobacillus oryzae (Tohno et al. 2013)                                     | Secundilactobacillus oryzae             | Bacils grampositius, catalasa negatius i heterofermentatius. La majoria d'espècies creixen a 15 °C i algunes a 45 °C. L'interval de pH en el que són capaces de créixer és molt variable. El gènere s'ha adaptat a hàbitats pobres en hexosa. Tenen gens que codifiquen la transaldolasa i la transcetolasa, enzims que intervenen en el metabolisme de les pentoses a piruvat. Són capaces de metabolitzar els diols mitjançant la via diol-hidratasa i de convertir l'agmatina.                                           |
| Lactobacillus paracollinoides (Suzuki et al. 2004)                           | Secundilactobacillus paracollinoides    | Bacils grampositius, catalasa negatius i heterofermentatius. La majoria d'espècies creixen a 15 °C i algunes a 45 °C. L'interval de pH en el que són capaces de créixer és molt variable. El gènere s'ha adaptat a hàbitats pobres en hexosa. Tenen gens que codifiquen la transaldolasa i la transcetolasa, enzims que intervenen en el metabolisme de les pentoses a piruvat. Són capaces de metabolitzar els diols mitjançant la via diol-hidratasa i de convertir l'agmatina.                                           |
| Lactobacillus pentosiphilus (Tohno et al. 2017)                              | Secundilactobacillus pentosiphilus      | Bacils grampositius, catalasa negatius i heterofermentatius. La majoria d'espècies creixen a 15 °C i algunes a 45 °C. L'interval de pH en el que són capaces de créixer és molt variable. El gènere s'ha adaptat a hàbitats pobres en hexosa. Tenen gens que codifiquen la transaldolasa i la transcetolasa, enzims que intervenen en el metabolisme de les pentoses a piruvat. Són capaces de metabolitzar els diols mitjançant la via diol-hidratasa i de convertir l'agmatina.                                           |
| Lactobacillus silagei (Tohno et al. 2013)                                    | Secundilactobacillus silagei            | Bacils grampositius, catalasa negatius i heterofermentatius. La majoria d'espècies creixen a 15 °C i algunes a 45 °C. L'interval de pH en el que són capaces de créixer és molt variable. El gènere s'ha adaptat a hàbitats pobres en hexosa. Tenen gens que codifiquen la transaldolasa i la transcetolasa, enzims que intervenen en el metabolisme de les pentoses a piruvat. Són capaces de metabolitzar els diols mitjançant la via diol-hidratasa i de convertir l'agmatina.                                           |
| Lactobacillus silangincola (Tohno et al. 2017)                               | Secundilactobacillus silagincola        | Bacils grampositius, catalasa negatius i heterofermentatius. La majoria d'espècies creixen a 15 °C i algunes a 45 °C. L'interval de pH en el que són capaces de créixer és molt variable. El gènere s'ha adaptat a hàbitats pobres en hexosa. Tenen gens que codifiquen la transaldolasa i la transcetolasa, enzims que intervenen en el metabolisme de les pentoses a piruvat. Són capaces de metabolitzar els diols mitjançant la via diol-hidratasa i de convertir l'agmatina.                                           |
| Lactobacillus similis (Kitahara et al. 2010)                                 | Secundilactobacillus similis            | Bacils grampositius, catalasa negatius i heterofermentatius. La majoria d'espècies creixen a 15 °C i algunes a 45 °C. L'interval de pH en el que són capaces de créixer és molt variable. El gènere s'ha adaptat a hàbitats pobres en hexosa. Tenen gens que codifiquen la transaldolasa i la transcetolasa, enzims que intervenen en el metabolisme de les pentoses a piruvat. Són capaces de metabolitzar els diols mitjançant la via diol-hidratasa i de convertir l'agmatina.                                           |
|                                                                              | Levilactobacillus                       | |
| Lactobacillus brevis (Bergey et al. 1934)                                    | Levilactobacillus brevis                | Són bacils grampositius, catalasa negatius i heterofermentatius. Creixen a 15 °C, però no a 45 °C, són àcid tolerants i normalment creixen a un pH entre 4 i 7. Produeixen àcid D- i L-làctic. Tenen gens que codifiquen la transaldolasa i la transcetolasa, enzims que intervenen en el metabolisme de les pentoses a piruvat. |
| Lactobacillus acidifarinae (Vancanneyt et al. 2005)                          | Levilactobacillus acidifarinae          | Són bacils grampositius, catalasa negatius i heterofermentatius. Creixen a 15 °C, però no a 45 °C, són àcid tolerants i normalment creixen a un pH entre 4 i 7. Produeixen àcid D- i L-làctic. Tenen gens que codifiquen la transaldolasa i la transcetolasa, enzims que intervenen en el metabolisme de les pentoses a piruvat. |
| Lactobacillus bambusae (Guu et al. 2018)                                     | Levilactobacillus bambusae              | Són bacils grampositius, catalasa negatius i heterofermentatius. Creixen a 15 °C, però no a 45 °C, són àcid tolerants i normalment creixen a un pH entre 4 i 7. Produeixen àcid D- i L-làctic. Tenen gens que codifiquen la transaldolasa i la transcetolasa, enzims que intervenen en el metabolisme de les pentoses a piruvat. |
| Lactobacillus cerevisiae (Koob et al. 2017)                                  | Levilactobacillus cerevisiae            | Són bacils grampositius, catalasa negatius i heterofermentatius. Creixen a 15 °C, però no a 45 °C, són àcid tolerants i normalment creixen a un pH entre 4 i 7. Produeixen àcid D- i L-làctic. Tenen gens que codifiquen la transaldolasa i la transcetolasa, enzims que intervenen en el metabolisme de les pentoses a piruvat. |
| Lactobacillus fujinensis (Long and Gu 2019)                                  | Levilactobacillus fujinensis            | Són bacils grampositius, catalasa negatius i heterofermentatius. Creixen a 15 °C, però no a 45 °C, són àcid tolerants i normalment creixen a un pH entre 4 i 7. Produeixen àcid D- i L-làctic. Tenen gens que codifiquen la transaldolasa i la transcetolasa, enzims que intervenen en el metabolisme de les pentoses a piruvat. |
| Lactobacillus fuyuanensis (Long and Gu 2019)                                 | Levilactobacillus fuyuanensis           | Són bacils grampositius, catalasa negatius i heterofermentatius. Creixen a 15 °C, però no a 45 °C, són àcid tolerants i normalment creixen a un pH entre 4 i 7. Produeixen àcid D- i L-làctic. Tenen gens que codifiquen la transaldolasa i la transcetolasa, enzims que intervenen en el metabolisme de les pentoses a piruvat. |
| Lactobacillus hammesii (Valcheva et al. 2005)                                | Levilactobacillus hammesii              | Són bacils grampositius, catalasa negatius i heterofermentatius. Creixen a 15 °C, però no a 45 °C, són àcid tolerants i normalment creixen a un pH entre 4 i 7. Produeixen àcid D- i L-làctic. Tenen gens que codifiquen la transaldolasa i la transcetolasa, enzims que intervenen en el metabolisme de les pentoses a piruvat. |
| Lactobacillus huananensis (Long and Gu 2019)                                 | Levilactobacillus huananensis           | Són bacils grampositius, catalasa negatius i heterofermentatius. Creixen a 15 °C, però no a 45 °C, són àcid tolerants i normalment creixen a un pH entre 4 i 7. Produeixen àcid D- i L-làctic. Tenen gens que codifiquen la transaldolasa i la transcetolasa, enzims que intervenen en el metabolisme de les pentoses a piruvat. |
| Lactobacillus koreensis (Naam Bui et al. 2011)                               | Levilactobacillus koreensis             | Són bacils grampositius, catalasa negatius i heterofermentatius. Creixen a 15 °C, però no a 45 °C, són àcid tolerants i normalment creixen a un pH entre 4 i 7. Produeixen àcid D- i L-làctic. Tenen gens que codifiquen la transaldolasa i la transcetolasa, enzims que intervenen en el metabolisme de les pentoses a piruvat. |
| Lactobacillus lindianensis (Long and Gu, 2019)                               | Levilactobacillus lindianensis          | Són bacils grampositius, catalasa negatius i heterofermentatius. Creixen a 15 °C, però no a 45 °C, són àcid tolerants i normalment creixen a un pH entre 4 i 7. Produeixen àcid D- i L-làctic. Tenen gens que codifiquen la transaldolasa i la transcetolasa, enzims que intervenen en el metabolisme de les pentoses a piruvat. |
| Lactobacillus mulengensis (Long and Gu 2019)                                 | Levilactobacillus mulengensis           | Són bacils grampositius, catalasa negatius i heterofermentatius. Creixen a 15 °C, però no a 45 °C, són àcid tolerants i normalment creixen a un pH entre 4 i 7. Produeixen àcid D- i L-làctic. Tenen gens que codifiquen la transaldolasa i la transcetolasa, enzims que intervenen en el metabolisme de les pentoses a piruvat. |
| Lactobacillus namurensis (Scheirlinck et al. 2007)                           | Levilactobacillus namurensis            | Són bacils grampositius, catalasa negatius i heterofermentatius. Creixen a 15 °C, però no a 45 °C, són àcid tolerants i normalment creixen a un pH entre 4 i 7. Produeixen àcid D- i L-làctic. Tenen gens que codifiquen la transaldolasa i la transcetolasa, enzims que intervenen en el metabolisme de les pentoses a piruvat. |
| Lactobacillus parabrevis (Vancanneyt et al. 2006)                            | Levilactobacillus parabrevis            | Són bacils grampositius, catalasa negatius i heterofermentatius. Creixen a 15 °C, però no a 45 °C, són àcid tolerants i normalment creixen a un pH entre 4 i 7. Produeixen àcid D- i L-làctic. Tenen gens que codifiquen la transaldolasa i la transcetolasa, enzims que intervenen en el metabolisme de les pentoses a piruvat. |
| Lactobacillus paucivorans (Ehrmann et al. 2010)                              | Levilactobacillus paucivorans           | Són bacils grampositius, catalasa negatius i heterofermentatius. Creixen a 15 °C, però no a 45 °C, són àcid tolerants i normalment creixen a un pH entre 4 i 7. Produeixen àcid D- i L-làctic. Tenen gens que codifiquen la transaldolasa i la transcetolasa, enzims que intervenen en el metabolisme de les pentoses a piruvat. |
| Lactobacillus senmaizukei (Hiraga et al. 2008)                               | Levilactobacillus senmaizukei           | Són bacils grampositius, catalasa negatius i heterofermentatius. Creixen a 15 °C, però no a 45 °C, són àcid tolerants i normalment creixen a un pH entre 4 i 7. Produeixen àcid D- i L-làctic. Tenen gens que codifiquen la transaldolasa i la transcetolasa, enzims que intervenen en el metabolisme de les pentoses a piruvat. |
| Lactobacillus spicheri (Meroth et al. 2004)                                  | Levilactobacillus spicheri              | Són bacils grampositius, catalasa negatius i heterofermentatius. Creixen a 15 °C, però no a 45 °C, són àcid tolerants i normalment creixen a un pH entre 4 i 7. Produeixen àcid D- i L-làctic. Tenen gens que codifiquen la transaldolasa i la transcetolasa, enzims que intervenen en el metabolisme de les pentoses a piruvat. |
| Lactobacillus suantsaii (Liou et al. 2019)                                   | Levilactobacillus suantsaii             | Són bacils grampositius, catalasa negatius i heterofermentatius. Creixen a 15 °C, però no a 45 °C, són àcid tolerants i normalment creixen a un pH entre 4 i 7. Produeixen àcid D- i L-làctic. Tenen gens que codifiquen la transaldolasa i la transcetolasa, enzims que intervenen en el metabolisme de les pentoses a piruvat. |
| Lactobacillus suantsaiihabitans (Lin et al. 2019)                            | Levilactobacillus suantsaiihabitans     | Són bacils grampositius, catalasa negatius i heterofermentatius. Creixen a 15 °C, però no a 45 °C, són àcid tolerants i normalment creixen a un pH entre 4 i 7. Produeixen àcid D- i L-làctic. Tenen gens que codifiquen la transaldolasa i la transcetolasa, enzims que intervenen en el metabolisme de les pentoses a piruvat. |
| Lactobacillus tangyuanensis (Long and Gu 2019)                               | Levilactobacillus tangyuanensis         | Són bacils grampositius, catalasa negatius i heterofermentatius. Creixen a 15 °C, però no a 45 °C, són àcid tolerants i normalment creixen a un pH entre 4 i 7. Produeixen àcid D- i L-làctic. Tenen gens que codifiquen la transaldolasa i la transcetolasa, enzims que intervenen en el metabolisme de les pentoses a piruvat. |
| Lactobacillus tongjianensis (Long and Gu 2019)                               | Levilactobacillus tongjiangensi         | Són bacils grampositius, catalasa negatius i heterofermentatius. Creixen a 15 °C, però no a 45 °C, són àcid tolerants i normalment creixen a un pH entre 4 i 7. Produeixen àcid D- i L-làctic. Tenen gens que codifiquen la transaldolasa i la transcetolasa, enzims que intervenen en el metabolisme de les pentoses a piruvat. |
| Lactobacillus yonginensis (Yi et al. 2013)                                   | Levilactobacillus yonginensis           | Són bacils grampositius, catalasa negatius i heterofermentatius. Creixen a 15 °C, però no a 45 °C, són àcid tolerants i normalment creixen a un pH entre 4 i 7. Produeixen àcid D- i L-làctic. Tenen gens que codifiquen la transaldolasa i la transcetolasa, enzims que intervenen en el metabolisme de les pentoses a piruvat. |
| Lactobacillus zymae (Vancanneyt et al. 2005)                                 | Levilactobacillus zymae                 | Són bacils grampositius, catalasa negatius i heterofermentatius. Creixen a 15 °C, però no a 45 °C, són àcid tolerants i normalment creixen a un pH entre 4 i 7. Produeixen àcid D- i L-làctic. Tenen gens que codifiquen la transaldolasa i la transcetolasa, enzims que intervenen en el metabolisme de les pentoses a piruvat. |
|                                                                              | Fructilactobacillus                     | |
| Lactobacillus fructivorans (Charlton et al. 1934)                            | Fructilactobacillus fructivorans        | Són bacils grampositius, heterofermentatius, catalasa negatius i aerotolerants. Creixen a 15 °C, però no a partir de 37 °C. Fermenten pocs glúcids i algunes soques només la maltosa i la sacarosa. La majoria de soques de les diferents espècies són fructofíliques i utilitzen la fructosa com a últim acceptor d'electrons en lloc d'una font de carboni. |
| Lactobacillus florum (Endo et al. 2010)                                      | Fructilactobacillus florum              | Són bacils grampositius, heterofermentatius, catalasa negatius i aerotolerants. Creixen a 15 °C, però no a partir de 37 °C. Fermenten pocs glúcids i algunes soques només la maltosa i la sacarosa. La majoria de soques de les diferents espècies són fructofíliques i utilitzen la fructosa com a últim acceptor d'electrons en lloc d'una font de carboni. |
| Lactobacillus ixorae (Techo et al. 2016)                                     | Fructilactobacillus ixorae              | Són bacils grampositius, heterofermentatius, catalasa negatius i aerotolerants. Creixen a 15 °C, però no a partir de 37 °C. Fermenten pocs glúcids i algunes soques només la maltosa i la sacarosa. La majoria de soques de les diferents espècies són fructofíliques i utilitzen la fructosa com a últim acceptor d'electrons en lloc d'una font de carboni. |
| Lactobacillus lindneri (Back et al. 1997)                                    | Fructilactobacillus lindneri            | Són bacils grampositius, heterofermentatius, catalasa negatius i aerotolerants. Creixen a 15 °C, però no a partir de 37 °C. Fermenten pocs glúcids i algunes soques només la maltosa i la sacarosa. La majoria de soques de les diferents espècies són fructofíliques i utilitzen la fructosa com a últim acceptor d'electrons en lloc d'una font de carboni. |
| Lactobacillus sanfranciscensis (Weiss and Schillinger 1984)                  | Fructilactobacillus sanfranciscensis    | Són bacils grampositius, heterofermentatius, catalasa negatius i aerotolerants. Creixen a 15 °C, però no a partir de 37 °C. Fermenten pocs glúcids i algunes soques només la maltosa i la sacarosa. La majoria de soques de les diferents espècies són fructofíliques i utilitzen la fructosa com a últim acceptor d'electrons en lloc d'una font de carboni. |
| Lactobacillus vespulae (Hoang et al. 2015)                                   | Fructilactobacillus vespulae            | Són bacils grampositius, heterofermentatius, catalasa negatius i aerotolerants. Creixen a 15 °C, però no a partir de 37 °C. Fermenten pocs glúcids i algunes soques només la maltosa i la sacarosa. La majoria de soques de les diferents espècies són fructofíliques i utilitzen la fructosa com a últim acceptor d'electrons en lloc d'una font de carboni. |
|                                                                              | Acetilactobacillus                      | |
| Lactobacillus jinshani (Yu et al. 2020)                                      | Acetilactobacillus jinshanensis         | Bacils grampositius, catalasa negatius i heterofermentatius. Mesòfils, creixen entre els 20-40 °C, i són àcid tolerants, amb un pH òptim de 4. Fermenten polialcohols i disacàrids per obtenir àcid làctic i exclouen la majoria d'hexoses i pentoses. |
|                                                                              | Apilactobacillus                        | |
| Lactobacillus kunkeei (Edwards et al. 1998)                                  | Apilactobacillus kunkeei                | Bacils grampositius, catalasa negatius i heterofermentatius. Creixen entre 15 i 37 °C. Moltes soques poden créixer en condicions de pH àcides, per sota de 3. Totes les soques metabolitzen la fructosa per obtenir mannitol. Només són capaces de fermentar un petit espectre de glúcids, entre ells, fructosa, glucosa i la sacarosa. No són capaces de fermentar la maltosa ni pentoses. |
| Lactobacillus apinorum (Olofsson et al. 2014)                                | Apilactobacillus apinorum               | Bacils grampositius, catalasa negatius i heterofermentatius. Creixen entre 15 i 37 °C. Moltes soques poden créixer en condicions de pH àcides, per sota de 3. Totes les soques metabolitzen la fructosa per obtenir mannitol. Només són capaces de fermentar un petit espectre de glúcids, entre ells, fructosa, glucosa i la sacarosa. No són capaces de fermentar la maltosa ni pentoses. |
| Lactobacillus kosoi (Chiou et al. 2018)                                      | Apilactobacillus kosoi                  | Bacils grampositius, catalasa negatius i heterofermentatius. Creixen entre 15 i 37 °C. Moltes soques poden créixer en condicions de pH àcides, per sota de 3. Totes les soques metabolitzen la fructosa per obtenir mannitol. Només són capaces de fermentar un petit espectre de glúcids, entre ells, fructosa, glucosa i la sacarosa. No són capaces de fermentar la maltosa ni pentoses. |
| Lactobacillus micheneri (McFrederick et al. 2018)                            | Apilactobacillus micheneri              | Bacils grampositius, catalasa negatius i heterofermentatius. Creixen entre 15 i 37 °C. Moltes soques poden créixer en condicions de pH àcides, per sota de 3. Totes les soques metabolitzen la fructosa per obtenir mannitol. Només són capaces de fermentar un petit espectre de glúcids, entre ells, fructosa, glucosa i la sacarosa. No són capaces de fermentar la maltosa ni pentoses. |
| Lactobacillus ozensis (Kawasaki et al. 2011)                                 | Apilactobacillus ozensis                | Bacils grampositius, catalasa negatius i heterofermentatius. Creixen entre 15 i 37 °C. Moltes soques poden créixer en condicions de pH àcides, per sota de 3. Totes les soques metabolitzen la fructosa per obtenir mannitol. Només són capaces de fermentar un petit espectre de glúcids, entre ells, fructosa, glucosa i la sacarosa. No són capaces de fermentar la maltosa ni pentoses. |
| Lactobacillus quenuiae (Frederick et al. 2018)                               | Apilactobacillus quenuiae               | Bacils grampositius, catalasa negatius i heterofermentatius. Creixen entre 15 i 37 °C. Moltes soques poden créixer en condicions de pH àcides, per sota de 3. Totes les soques metabolitzen la fructosa per obtenir mannitol. Només són capaces de fermentar un petit espectre de glúcids, entre ells, fructosa, glucosa i la sacarosa. No són capaces de fermentar la maltosa ni pentoses. |
| Lactobacillus timberlakei (McFrederick et al. 2018)                          | Apilactobacillus timberlakei            | Bacils grampositius, catalasa negatius i heterofermentatius. Creixen entre 15 i 37 °C. Moltes soques poden créixer en condicions de pH àcides, per sota de 3. Totes les soques metabolitzen la fructosa per obtenir mannitol. Només són capaces de fermentar un petit espectre de glúcids, entre ells, fructosa, glucosa i la sacarosa. No són capaces de fermentar la maltosa ni pentoses. |
|                                                                              | Lentilactobacillus                      | |
| Lactobacillus buchneri (Bergey et al. 1923)                                  | Lentilactobacillus buchneri             | Bacils grampositius, catalasa negatius i heterofermentatius. La majoria creixen a 15 °C i algunes a 45 °C. L'interval de pH per créixer és molt variable, però l'òptim és per sota de 6. La majoria metabolitzen el lactat a 1,2-propandiol i/o l'1,2-propandiol a propanol i propionat. Per via agmatina deiminasa, converteixen l'agmatina, un producte de l'arginina mitjançant l'acció de l'enzim arginina descarboxilasa, en N-carbamoylputrescina i NH₃.                                                              |
| Lactobacillus curieae (Lei et al. 2013)                                      | Lentilactobacillus curieae              | Bacils grampositius, catalasa negatius i heterofermentatius. La majoria creixen a 15 °C i algunes a 45 °C. L'interval de pH per créixer és molt variable, però l'òptim és per sota de 6. La majoria metabolitzen el lactat a 1,2-propandiol i/o l'1,2-propandiol a propanol i propionat. Per via agmatina deiminasa, converteixen l'agmatina, un producte de l'arginina mitjançant l'acció de l'enzim arginina descarboxilasa, en N-carbamoylputrescina i NH₃.                                                              |
| Lactobacillus diolivorans (Kroonemen et al. 2001)                            | Lentilactobacillus diolivorans          | Bacils grampositius, catalasa negatius i heterofermentatius. La majoria creixen a 15 °C i algunes a 45 °C. L'interval de pH per créixer és molt variable, però l'òptim és per sota de 6. La majoria metabolitzen el lactat a 1,2-propandiol i/o l'1,2-propandiol a propanol i propionat. Per via agmatina deiminasa, converteixen l'agmatina, un producte de l'arginina mitjançant l'acció de l'enzim arginina descarboxilasa, en N-carbamoylputrescina i NH₃.                                                              |
| Lactobacillus farraginis (Endo and Okada 2007)                               | Lentilactobacillus farraginis           | Bacils grampositius, catalasa negatius i heterofermentatius. La majoria creixen a 15 °C i algunes a 45 °C. L'interval de pH per créixer és molt variable, però l'òptim és per sota de 6. La majoria metabolitzen el lactat a 1,2-propandiol i/o l'1,2-propandiol a propanol i propionat. Per via agmatina deiminasa, converteixen l'agmatina, un producte de l'arginina mitjançant l'acció de l'enzim arginina descarboxilasa, en N-carbamoylputrescina i NH₃.                                                              |
| Lactobacillus hilgardii (Douglas and Cruess 1936)                            | Lentilactobacillus hilgardi             | Bacils grampositius, catalasa negatius i heterofermentatius. La majoria creixen a 15 °C i algunes a 45 °C. L'interval de pH per créixer és molt variable, però l'òptim és per sota de 6. La majoria metabolitzen el lactat a 1,2-propandiol i/o l'1,2-propandiol a propanol i propionat. Per via agmatina deiminasa, converteixen l'agmatina, un producte de l'arginina mitjançant l'acció de l'enzim arginina descarboxilasa, en N-carbamoylputrescina i NH₃.                                                              |
| Lactobacillus kefir (Kandler and Kunath 1983)                                | Lentilactobacillus kefir                | Bacils grampositius, catalasa negatius i heterofermentatius. La majoria creixen a 15 °C i algunes a 45 °C. L'interval de pH per créixer és molt variable, però l'òptim és per sota de 6. La majoria metabolitzen el lactat a 1,2-propandiol i/o l'1,2-propandiol a propanol i propionat. Per via agmatina deiminasa, converteixen l'agmatina, un producte de l'arginina mitjançant l'acció de l'enzim arginina descarboxilasa, en N-carbamoylputrescina i NH₃.                                                              |
| Lactobacillus kisonensis (Watanabe et al. 2009)                              | Lentilactobacillus kisonensis           | Bacils grampositius, catalasa negatius i heterofermentatius. La majoria creixen a 15 °C i algunes a 45 °C. L'interval de pH per créixer és molt variable, però l'òptim és per sota de 6. La majoria metabolitzen el lactat a 1,2-propandiol i/o l'1,2-propandiol a propanol i propionat. Per via agmatina deiminasa, converteixen l'agmatina, un producte de l'arginina mitjançant l'acció de l'enzim arginina descarboxilasa, en N-carbamoylputrescina i NH₃.                                                              |
| Lactobacillus otakiensis (Watanabe et al. 2009)                              | Lentilactobacillus otakiensis           | Bacils grampositius, catalasa negatius i heterofermentatius. La majoria creixen a 15 °C i algunes a 45 °C. L'interval de pH per créixer és molt variable, però l'òptim és per sota de 6. La majoria metabolitzen el lactat a 1,2-propandiol i/o l'1,2-propandiol a propanol i propionat. Per via agmatina deiminasa, converteixen l'agmatina, un producte de l'arginina mitjançant l'acció de l'enzim arginina descarboxilasa, en N-carbamoylputrescina i NH₃.                                                              |
| Lactobacillus parabuchneri (Farrow et al. 1988)                              | Lentilactobacillus parabuchneri         | Bacils grampositius, catalasa negatius i heterofermentatius. La majoria creixen a 15 °C i algunes a 45 °C. L'interval de pH per créixer és molt variable, però l'òptim és per sota de 6. La majoria metabolitzen el lactat a 1,2-propandiol i/o l'1,2-propandiol a propanol i propionat. Per via agmatina deiminasa, converteixen l'agmatina, un producte de l'arginina mitjançant l'acció de l'enzim arginina descarboxilasa, en N-carbamoylputrescina i NH₃.                                                              |
| Lactobacillus parafarraginis (Endo and Okada 2007)                           | Lentilactobacillus parafarraginis       | Bacils grampositius, catalasa negatius i heterofermentatius. La majoria creixen a 15 °C i algunes a 45 °C. L'interval de pH per créixer és molt variable, però l'òptim és per sota de 6. La majoria metabolitzen el lactat a 1,2-propandiol i/o l'1,2-propandiol a propanol i propionat. Per via agmatina deiminasa, converteixen l'agmatina, un producte de l'arginina mitjançant l'acció de l'enzim arginina descarboxilasa, en N-carbamoylputrescina i NH₃.                                                              |
| Lactobacillus parakefiri (Takizawa et al. 1994)                              | Lentilactobacillus parakefiri           | Bacils grampositius, catalasa negatius i heterofermentatius. La majoria creixen a 15 °C i algunes a 45 °C. L'interval de pH per créixer és molt variable, però l'òptim és per sota de 6. La majoria metabolitzen el lactat a 1,2-propandiol i/o l'1,2-propandiol a propanol i propionat. Per via agmatina deiminasa, converteixen l'agmatina, un producte de l'arginina mitjançant l'acció de l'enzim arginina descarboxilasa, en N-carbamoylputrescina i NH₃.                                                              |
| No es va arribar a publicar com Lactobacillus raoultii (Nicaise et al. 2019) | Lentilactobacillus raoultii             | Bacils grampositius, catalasa negatius i heterofermentatius. La majoria creixen a 15 °C i algunes a 45 °C. L'interval de pH per créixer és molt variable, però l'òptim és per sota de 6. La majoria metabolitzen el lactat a 1,2-propandiol i/o l'1,2-propandiol a propanol i propionat. Per via agmatina deiminasa, converteixen l'agmatina, un producte de l'arginina mitjançant l'acció de l'enzim arginina descarboxilasa, en N-carbamoylputrescina i NH₃.                                                              |
| Lactobacillus rapi (Watanabe et al. 2009)                                    | Lentilactobacillus rapi                 | Bacils grampositius, catalasa negatius i heterofermentatius. La majoria creixen a 15 °C i algunes a 45 °C. L'interval de pH per créixer és molt variable, però l'òptim és per sota de 6. La majoria metabolitzen el lactat a 1,2-propandiol i/o l'1,2-propandiol a propanol i propionat. Per via agmatina deiminasa, converteixen l'agmatina, un producte de l'arginina mitjançant l'acció de l'enzim arginina descarboxilasa, en N-carbamoylputrescina i NH₃.                                                              |
| Lactobacillus senioris (Oki et al. 2012)                                     | Lentilactobacillus senioris             | Bacils grampositius, catalasa negatius i heterofermentatius. La majoria creixen a 15 °C i algunes a 45 °C. L'interval de pH per créixer és molt variable, però l'òptim és per sota de 6. La majoria metabolitzen el lactat a 1,2-propandiol i/o l'1,2-propandiol a propanol i propionat. Per via agmatina deiminasa, converteixen l'agmatina, un producte de l'arginina mitjançant l'acció de l'enzim arginina descarboxilasa, en N-carbamoylputrescina i NH₃.                                                              |
| Lactobacillus sunkii (Watanabe et al. 2009)                                  | Lentilactobacillus sunkii               | Bacils grampositius, catalasa negatius i heterofermentatius. La majoria creixen a 15 °C i algunes a 45 °C. L'interval de pH per créixer és molt variable, però l'òptim és per sota de 6. La majoria metabolitzen el lactat a 1,2-propandiol i/o l'1,2-propandiol a propanol i propionat. Per via agmatina deiminasa, converteixen l'agmatina, un producte de l'arginina mitjançant l'acció de l'enzim arginina descarboxilasa, en N-carbamoylputrescina i NH₃.                                                              |